# История ЛГБТ-движения в США

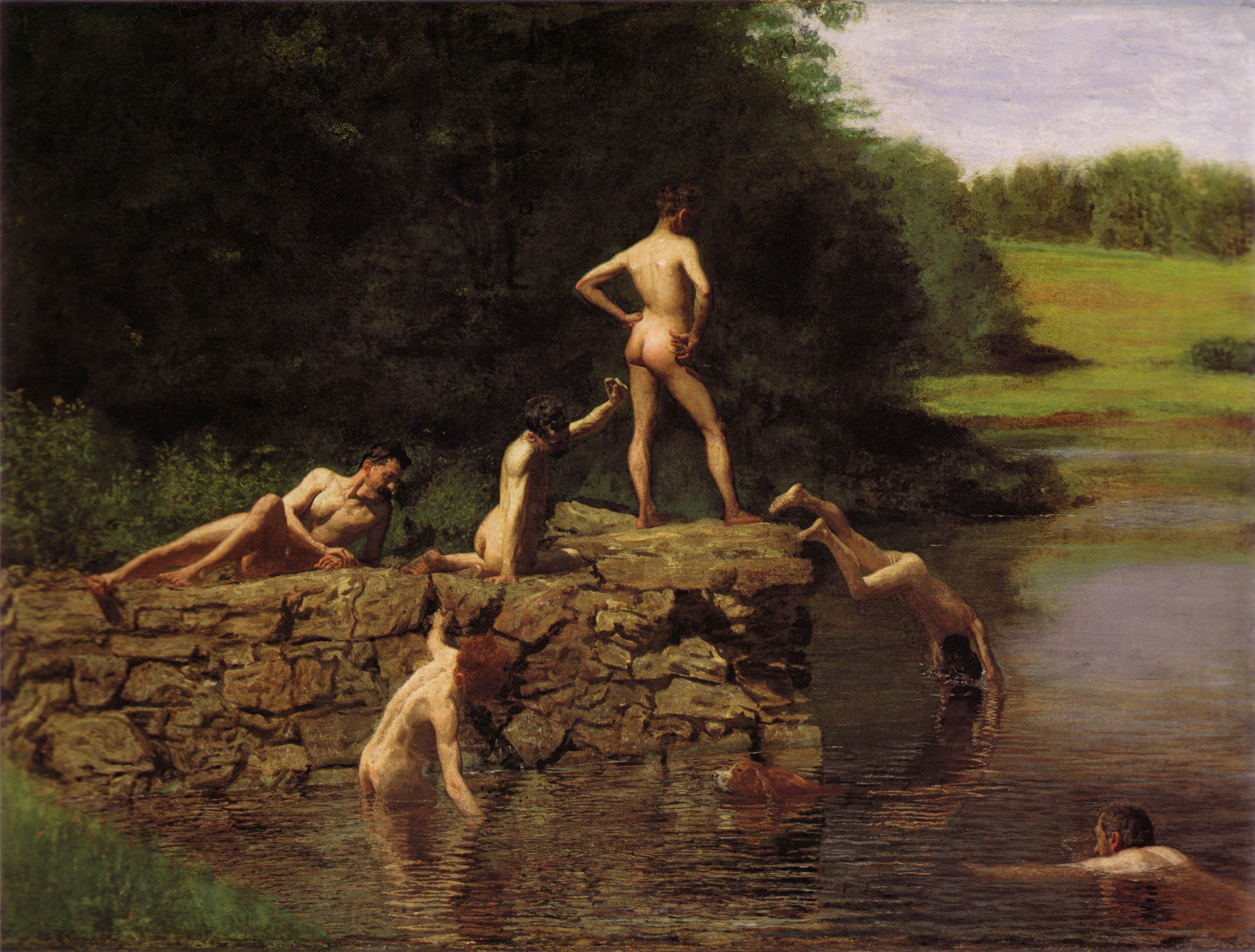
Плавание. Картина маслом 1885 года Томаса Икинса. Многие представители американского гомосексуального движения сегодня приписывают этому известному произведению гомоэротический характер.

История ЛГБТ-движения в США до XX века была историей людей, которые могли скрывать свою сексуальную ориентацию перед лицом надвигающихся судебных преследований, социальных преследований и дискриминации. Из-за этой скрытности, за которую в английском языке закрепилось выражение «in the closet» (фольклорный аналог на русском языке — «скелеты в шкафу»), исторические исследования сегодня сталкиваются с неполной или отсутствующей исходной информацией. Особенно плохо документирована жизнь лесбиянок до второй половины XX века. Однако еще в начале XX века можно встретить упоминания о существовании отдельных субкультур, в которых не осуждался гомосексуальный образ жизни.
Как и во многих других странах, культурное понимание гомосексуальности в США менялось на протяжении истории от «греха» к «преступлению» и «болезни» к «естественному существованию». Поскольку в каждом из американских штатов действуют свои уголовные законы, декриминализация гомосексуальных действий в США потребовала многих индивидуальных шагов. В 1962 году Иллинойс был первым штатом, отменившим закон против сексуальных извращений (содомии), который также включал гомосексуальность. В других штатах до 2003 года существовало наказание за гомосексуальные действия.
Урегулирование правовой ситуации сильно отставало от социально-культурного развития. Равенство гомосексуалов было частью и результатом общего освобождения сексуальности от культурных традиций, которые в XX веке теряли все большее значение и уступали место концепции сексуального самоопределения. В США гомосексуальная эмансипация началась во время Второй мировой войны. Важными вехами стали исследование Альфреда Кинси «Сексуальное поведение человека» (1948 г.), основание Общества Маттачине (1950 г.), участие более поздних гомосексуальных активистов в Движении за гражданские права чернокожих (1955—1968 гг.), Стоунволлские бунты (1969 г.), создание таких организаций, как Фронт освобождения геев (1969), исключение гомосексуальности (гомосексуализма) из списка болезней Американской психиатрической ассоциации (1973), переориентация гей-движения во время эпидемии СПИДа (с 1981), включение таких меньшинств, как транссексуалы (с 1990-х) и политическая борьба за однополые браки в XXI веке.

## Гомосексуальность в культуре индейцев

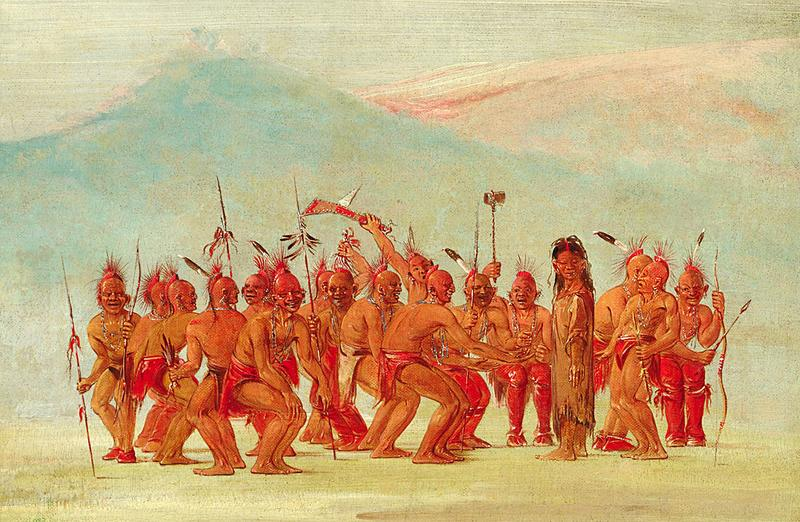
Танец под Бердаш, рисунок Джорджа Кэтлина (1796—1872)

У более чем 130 различных коренных народов Америки в Северной Америке была особая категория для мужчин, которые носили женскую одежду, выполняли «женскую работу», такую как плетение корзин и гончарное дело, вступали в половую связь с мужчинами и выполняли особую духовную функцию в обществе. Эти так называемые «люди с двумя душами» не были классифицированы как гомосексуалы, а были отнесены к третьему или четвертому полу, особенность которого заключалась в том, что одно и то же тело имело две души. Христианские миссионеры и исследователи, такие как Альвар Нуньес Кабеса де Вака, Жак Маркетт, Пьер Летт и Пьер Франсуа Ксавье де Шарлевуа, были одними из первых европейцев, которые наблюдали и описывали  «людей с двумя душами» на территории более поздних Соединенных Штатов. Художник Джордж Кэтлин, несмотря на то, что интересовался энтологией индейцев, а также наблюдением и описанием поведения «людей с двумя душами» в 1830-х годах XIX века, выступал за их истребление.
В настоящее время несмотря на то, что некоторые представители коренного населения индейцев называют себя «людьми с двумя душами» в контексте возрождения исторических культурных ценностей, этот компонент культуры индейцев в значительной степени был утерян с их колонизацией европейцами.

## Колониальные времена
С начала «белой колонизации» Северной Америки и вплоть до XX века восприятие гомосексуальности формировалось библейской традицией, которая неразрывно связывала это явление с греховностью Содома и Гоморры. В частности, пуритане, которые эмигрировали в Новую Англию в больших количествах с 1620 года, ненавидели содомию и, наряду с зоофилией, считали ее наихудшим из всех грехов.
«Содомия» была уголовным преступлением во всех британских колониях, провозгласивших независимость в 1776 году, за исключением штата Джорджия, где не существовало правового регулирования гомосексуальных действий. В Нью-Йорке, Нью-Джерси, Делавэре, Мэриленде и Северной Каролине с содомией в течение длительного времени обращались в соответствии с Общим британским правом, которое криминализировало все половые акты, не имеющие целью репродуктивную функцию, независимо от пола преступника. В Нью-Гэмпшире, Массачусетсе, Род-Айленде, Коннектикуте, Виргинии и Южной Каролине были свои законы, формулировки которых в основном основывались на запрете содомии в книге Левит. В Пенсильвании правовая ситуация неоднократно менялась: пока квакеры задавали политический тон в этой колонии (1681—1693), Пенсильвания была также единственной колонией, в которой гомосексуальные действия мужчин не карались смертью. За исключением Массачусетса, женщины подпадали под действие законов о содомии так же, как и мужчины, однако уголовное преследование за лесбийские действия в колониальные времена было крайне редким явлением.
Первым зарегистрированным случаем казни белого человека за «содомию» на территории, которая впоследствии станет территорией Соединенных Штатов, является случай с французским переводчиком Гильермо, который погиб в 1566 году в Новой испанской колонии Флориды. Первым известным случаем содомии в любой из британских колоний был случай Ричарда Корниша, который был повешен в Виргинии в 1625 году после якобы изнасилования другого человека. В 1629 году пятеро молодых людей, прибывших в колонию Массачусетского залива на борту «Талбота», были обвинены в гомосексуальных действиях; местные власти, не зная, как наказать молодых людей за такое ужасное по их мнению преступление, отправили их обратно в Англию для наказания. Первой женщиной на земле британских колоний, ответившей за лесбийские отношения, была жительница колонии Массачусетского залива Элизабет Джонсон в 1648 году. До конца XIX века были известны лишь несколько случаев содомии, поэтому они считались исключительными событиями с высокой степенью редкости.

## XVIII и XIX века

### Либерализация уголовного права

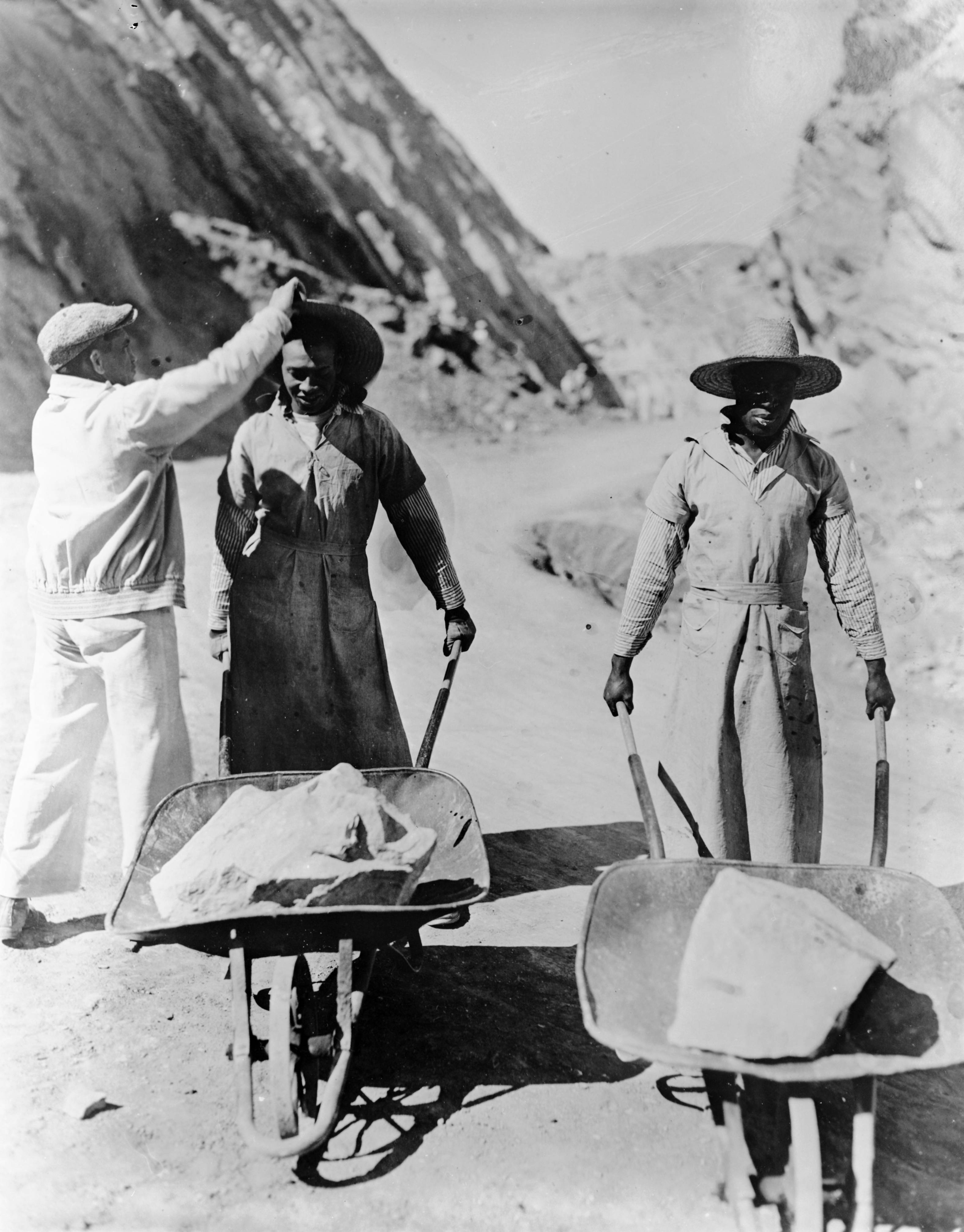
Заключенных в Колорадо заставляют носить женскую одежду и толкать валуны из-за их гомосексуальности. Фотография сделана между 1900 и 1910 годами.

После того, как Соединенные Штаты провозгласили независимость в 1776 году, государства-основатели сохранили свои колониальные положения о содомии, которые обычно предусматривали смертную казнь за гомосексуальные отношения между мужчинами. Однополые отношения между женщинами, как правило, карались так же в большинстве государств, но до конца XX века преследовались очень редко и обычно наказывались более мягко, чем соответствующие действия между мужчинами. В ходе общей либерализации, которая получила положительные примеры от Просвещения и Французской революции, Пенсильвания была первым из 13 штатов США в 1786 году, отменившим смертную казнь за «мужеложство». Смертная казнь была заменена 10-летним тюремным заключением с конфискацией всего имущества. Другие американские штаты последовали его примеру; в Южной Каролине, однако, осужденные «содомиты» могли быть приговорены к смертной казни до 1873 года.

### Начало психиатризации гомосексуальности
Психиатризация гомосексуальности, то есть формирование такой точки зрения, что гомосексуальность является психическим расстройством, достигла своего расцвета с созданием психоанализа (1896 г.). Однако корни данного явления уходят в начало XIX века. Публикации по сексуальному просвещению, такие как «Путеводитель молодого человека» (Уильям Андрус Олкотт, 1833 г.) и «Лекция для молодых мужчин о целомудрии» (Сильвестр Грэм, 1834 г.), впервые показали драматические последствия для здоровья, такие как безумие, пляска Святого Вита, эпилепсия, идиотия, паралич и т.д., что может быть также привести к инсульту, слепоте, ипохондрии и чахотке.

### Допустимые пограничные формы
В XVIII и начале XIX веков преследование гомосексуалов осложнилось появлением культа дружбы, который также был широко распространен в США. В образованных слоях населения однополые дружеские отношения часто приобретали исключительный и эмоционально окрашенный, иногда даже эротический характер. Тем не менее, такие дружеские отношения нашли общественное одобрение, поскольку общество предполагало, что подобная дружба не приведет к настоящему сексуальному контакту. Поучительные документы можно найти в произведениях и поместьях писателей Ральфа Уолдо Эмерсона (1803—1882), Генри Дэвида Торо (1817—1862), Баярда Тейлора (1825—1878) и Уолта Уитмена (1819—1892).
Социокультурной особенностью XIX века был так называемый Бостонский брак, эмоционально окрашенная и исключительная долговременная дружба между двумя — часто феминистскими — женщинами, которые жили вместе в общей семье и, с таким образом жизни, имели большую свободу для социальных или политических действий, чем если бы они подвергались ограничениям, которые были нормальными для жен в то время. Этот термин может быть применен, например, к писателям Саре Орн Джветт и Энни Адамс Филдс, а также к активистам за права женщин Сьюзен Б. Энтони и Анне Ховард Шоу. Тот факт, что одна женщина предпочитала жить с другой женщиной браку с мужчиной, был принят в викторианские времена, потому что считалось, что эти женщины не связаны эротическими интересами. Сегодняшние феминистские исследования спорят, можно ли считать этих женщин ранними лесбиянками.

## 1900—1940

### Обвинение
Как описал Джон Лугери, после того, как Соединенные Штаты вступили в Первую мировую войну (1917 г.), массовая вербовка американских мужчин привела к увеличению числа случаев гомосексуальных действий. Широкое преследование гомосексуальных мужчин имело место, например, во время сексуального скандала в Ньюпорте, который произошел в 1919 году на базе ВМС в Ньюпорте, штат Род-Айленд. В ходе расследования там было арестовано несколько десятков гражданских лиц и военнослужащих, в том числе военный капеллан епископальной церкви.

### Первая организация
Генри Гербер основал Общество прав человека в Чикаго в конце 1924 года. Хотя эта организация формально представлялась как представляющая интересы людей с «психическими отклонениями», на самом деле это была первая организация по правам геев в Соединенных Штатах. Она также издала первый в США журнал для геев, основанный на немецкой модели «Дружба и свобода». Всего через несколько месяцев после своего создания Общество прав человека было распущено полицией Чикаго.

### Ранние субкультурные ниши и места встреч

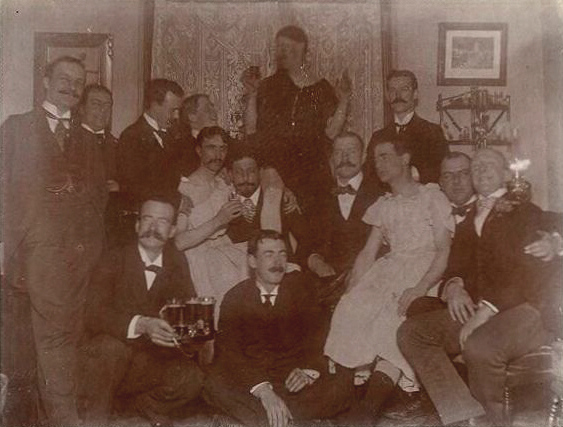
Вечеринка в частном доме в Портленде, штат Орегон. Фото около 1900 года.

Индустриализация принесла процветание среднему классу в XIX веке, что привело к далеко идущим изменениям в образе жизни. Гомосексуальные мужчины извлекли из этого особую пользу, потому что теперь они могли легко покинуть свои родные семьи, чтобы объединиться с другими мужчинами в рабочие и культурные сообщества. Так, в 1890-х годах в Нью-Йорке уже был гей-квартал. Бары, такие как Columbia Hall, Manilla Hall, Little Bucks и Slide, были излюбленными местами встреч мужчин-гомосексуалов, которых часто называли феями из-за их экстравагантной модной внешности.
В черном нью-йоркском районе Гарлема, которому с конца Первой мировой войны разрешили претендовать на звание «культурной столицы» черной Америки, в 1920-х годах были бары, где мужчины могли танцевать вместе и где проводились балы. В это время Гарлемский ренессанс, который характеризовался либеральностью и открытостью, предлагал особенно благоприятные условия для развития гомосексуальной сцены. Гомосексуальные и бисексуальные художники, такие как Лэнгстон Хьюз, Ричард Брюс Ньюджент, Каунти Каллен, Ма Рэйни, Бесси Смит, Глэдис Бентли, Альберта Хантер и Этель Уотерс, создали субкультуру, которая не всегда была заметна со стороны, но уже процветала.
Центр Манхэттена был домом для геев в Гринвич-Виллидж, где женщины и мужчины-трансвеститы могли выступать на балах в масках, например, в Webster Hall. Гомосексуалов также приветствовали в частных клубах, таких как Polly Holladay's. В начале 1930-х годов площадь Таймс-сквер превратилась в гей-квартал, в котором гомосексуальные мужчины часто спокойно жили вместе в пансионатах. Соответствующие районы плавания включали в себя гавани, где местные жители могли контактировать с моряками. Общественные туалеты использовались для установления гомосексуальных контактов с начала XX века. Первые места встреч появились и в других крупных городах Америки, например, в Сан-Франциско, где в 1933 году открылся бар Black Cat. Для большинства американцев эти субкультуры были в основном невидимыми; Однако, как указал историк Джордж Чонси, в первые десятилетия XX века существовало более многочисленные и разнообразные гомосексуальные социальные сообщества, чем в середине века. В целом, гомосексуалы и бисексуалы в начале XX века испытывали меньшее давление, чем в более поздние времена, они могли свободно придерживаться своей сексуальной ориентации и признаваться, что они геи, и имели больше свободы «перемещаться» между разными городами и штатами.
С конца XIX века лесбиянки также впервые смогли вести свой образ жизни. С тех пор, как в США были основаны первые женские колледжи, они получили возможность учиться, и поскольку учеба и открывшаяся в результате возможность для независимой оплачиваемой работы часто были решением против брака для женщин, многие из них сформировали рабочие и семейные сообщества с другими женщинами. это вышло далеко за рамки обучения. В поселках лесбиянки могли спокойно жить вместе, часто всю свою взрослую жизнь. Как много из первых женщин-ученых были лесбиянками, трудно определить, так как в настоящее время существует мало исторических сведений на этот счет. В любом случае лесбиянки могли найти социальную и культурную нишу в таких организациях, как Ассоциация молодых христианских женщин (YWCA) или в радикальном феминистском клубе Heterodoxy, основанном в Гринвич-Виллидж в 1912 году. Первой фигурой лесбийской субкультуры была писательница Уилла Кэсер (1873—1947), которая 40 лет жила со своей партнершей в Гринвич-Виллидж и в романах которой многие интерпретаторы утверждают, что находят гомосексуальный подтекст.

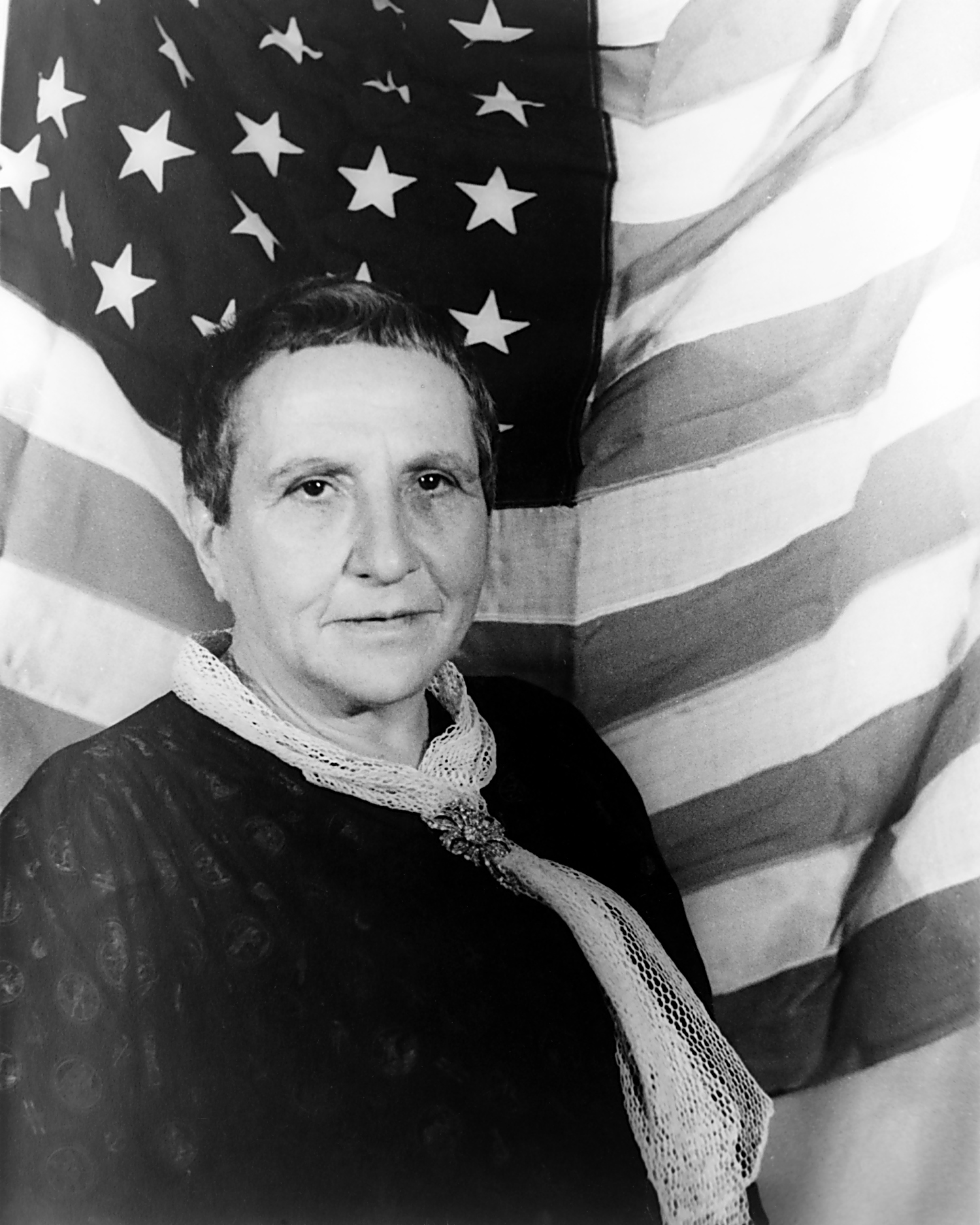
Писательница Гертруда Стайн, сфотографированная Карлом Ван Фехтеном в 1935 году.

Некоторые лесбиянки из США по-прежнему предпочитали жить за границей. Одна из самых известных из них — писательница Гертруда Стайн, прожившая со своей партнершей Алисой Б. Токлас в Париже почти четыре десятилетия. Открытая бисексуальная танцовщица Айседора Дункан и поэт Натали Клиффорд Барни, которая была тесно связана с Рене Вивьен, жили здесь с начала XIX века. Американская скульптор-лесбиянка Харриет Хосмер и актриса Шарлотта Сондерс Кушман жили в Риме в середине XIX века, последняя вместе со своей партнершей Матильдой Хейс.
Большинство чернокожих американцев и представители низших классов не могли покинуть страну или вести свой собственный гомосексуальный образ жизни, потому что они жили в условиях натурального хозяйства, в которых молодые люди, с одной стороны, не могли обойтись без поддержки семьи, а с другой стороны, семьи не могли жить без сотрудничества с мужчинами. В частности, женщины, в том числе лесбиянки, не могут позволить себе оставаться бездетными в таких обстоятельствах, поскольку дети необходимы для выживания в качестве рабочих. Субкультурные гомосексуальные ниши вряд ли могли возникнуть в таких условиях и поэтому изначально оставались привилегией зажиточных.
В 1930-е годы за Великой депрессией во многом последовало возрождение стыдливости. Веселая общественная жизнь также была отброшена. Законопроект о театральных замках Уэльса с 1927 года запретил театрам Нью-Йорка показывать гомосексуальный и другой контент, считающийся извращенным. В порядке упреждающей самоцензуры национальная индустрия кинопроизводства в 1934 году приняла Кодекс Хейса, в котором оговаривалось, какой контент фильма является морально приемлемым для киноаудитории. Пункты 2—4 кодекса — Сексуальные извращения или любые выводы из них запрещены. Также исключено отображение гомосексуального содержания. Поскольку пресса и радио также опускали эту тему, и — за исключением специальной медицинской литературы — книги не касались гомосексуальности, можно было вырасти в Соединенных Штатах в течение всего периода до Второй мировой войны, не встречая никаких указаний на то, что гомосексуальность вообще существовала.
Однако даже в 1930-х и начале 1940-х годов гомосексуалы все еще могли встречаться в таких городах, как Нью-Йорк, при условии, что они принадлежали к высшему классу. Известными местами встреч геев того времени были Метрополитен-опера, Театр Саттона и элегантные бары, такие как Дубовая комната в отеле Plaza и бар в отеле Astor. Подобные места были и в других крупных городах Америки. В отличие от мест встреч менее обеспеченных, эти укромные места были в значительной степени защищены от полицейских рейдов. Лесбиянки из Нью-Йорка встречались в клубе Howdy в 1930-х и 1940-х годах.

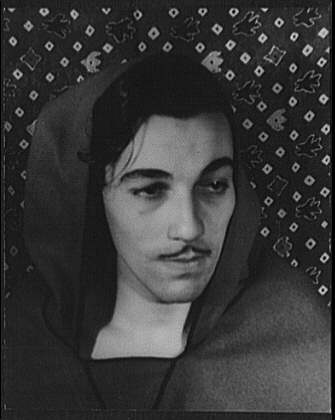
Киноактер Сизар Ромеро, сфотографированный Карлом Ван Фехтеном в 1934 году.

Монти Вулли, Клифтон Уэбб, Уильям Хейнс и латинский актер-любовник Сизар Ромеро в Голливуде 1920-х и 1930-х годов были одними из немногих кинозвезд, которые не скрывали свою гомосексуальность.

## Вторая мировая война
Одним из событий, оказавших наибольшее влияние на возникновение групповой идентичности среди американских гомосексуалов, было вступление Соединенных Штатов во Вторую мировую войну в 1941 году. 13% населения США вступили в вооруженные силы во время войны. Ни один другой институт в Соединенных Штатах никогда не создавал такой концентрации гомосексуальных мужчин, и парадокс ситуации заключался в том, что, хотя военное руководство стремилось подавить и заклеймить гомосексуальность, сами гомосексуалы были подавлены впечатлением своей собственной численности. Поскольку для поддержки войск не хватало женских сил, военное руководство спонсировало дрэг-шоу, которые использовались многими гомосексуалами для скрытого установления и поддержания гей-культуры.
Процветающая субкультура лесбиянок возникла в женских организациях, таких как «Женский армейский корпус» (WAC) и «Женщины, принятые в добровольческую службу экстренной помощи» (WAVES), которые приняли в свои ряды 275 000 женщин во время Второй мировой войны. Но условия войны также помогли лесбиянкам из числа мирных жителей, поскольку в эти безлюдные времена едва ли вызывало сенсацию, когда женщины встречались с женщинами.
До начала 1940-х годов американским вооруженным силам лишь изредка приходилось иметь дело с гомосексуальными инцидентами, которым можно было противодействовать с помощью военной юстиции. Когда во время Второй мировой войны количество таких случаев увеличилось, военное руководство впервые предприняло усилия, чтобы не допустить поступления гомосексуалов в армию с помощью психиатрических тестов. Однако эти меры оказались безуспешными, поскольку ни тесты не были надежными, ни новобранцы-гомосексуалы не были заинтересованы в уходе на пенсию со стигмой "гомосексуализма", от которой они не избавились бы и в гражданской жизни. Из 18 миллионов мужчин менее 5000 были исключены из вооруженных сил за "гомосексуализм". Многие гомосексуалы также искали возможности в армии, чтобы продемонстрировать, что они не подчиняются клише женственности, и предпочитали вступать в особо «мужские» организации, такие как Корпус морской пехоты. Число мужчин и женщин, уволенных из вооруженных сил во время войны из-за их гомосексуальности («синие разряды»), составило почти 10 000 человек. Возвращение к гражданской жизни часто было трудным для пострадавших, так как они не только были вынужденно «изгнаны», но также не получали социальных льгот, на которые обычно имели право уволенные военнослужащие.

## 1945—1968

### Депсихиатризация гомосексуальности
С появлением психоанализа в 1896 г. мнение о гомосексуальности как невротическом расстройстве также получила признание в американской психиатрии. Это мнение было также поддержано гуманитарными организациями, такими как квакеры, которые в 1940-х годах руководили так называемой квакерской службой экстренной помощи, чьи центры адаптации в качестве реабилитационных центров были в первую очередь предназначены для мужчин-гомосексуалов. До конца Второй мировой войны психиатры подозревали, что причиной "гомосексуализма" в основном был «гормональный дисбаланс», который часто «лечился» с помощью лекарств. Другими типичными для того времени формами лечения, с помощью которых делались попытки «излечить» гомосексуалов, были традиционный психоанализ, терапия отвращения, шоковая терапия и лоботомия (последняя применялась в психиатрии до 1951 года). С начала 20 века гомосексуальные женщины и мужчины принудительно помещались в больницы, а некоторые искали психологической помощи по собственному желанию. В целом, до Второй мировой войны гомосексуальность считалась очень редким явлением.
В 1941 году нью-йоркский психиатр Джордж Генри опубликовал свое исследование «Варианты секса», основанное на сотнях интервью. Методологически неоднозначное исследование было первым в США, предложившим репрезентативный анализ женской и мужской гомосексуальности того времени.
В целом сексуальная мораль в этот период была либерализована. Важным фактором была доступность антибиотиков. Заболевания, передающиеся половым путем, такие как сифилис и гонорея, стали излечимыми, и страх перед ними больше не мешал распространению сексуальной вседозволенности. В то время как сексуальная революция могла начаться для гетеросексуальных американцев только после введения противозачаточных таблеток (в 1960), гомосексуалы жили в тех же условиях с 1930-х годов.
Военнослужащие американских вооруженных сил, подозреваемые в гомосексуальности, все еще находились в заключении в первые годы Второй мировой войны. В 1944 году военное командование распорядилось вместо этого принудительно госпитализировать таких людей. Это дало военным психиатрам возможность изучать гомосексуальность в таком количестве и репрезентативности, которых никогда раньше не видели в Соединенных Штатах. Небольшое количество психиатров, в том числе Клементс Фрай и Эдна Ростоу, сделали выводы из этих исследований, которые больше не были совместимы с широко распространенной доктриной о том, что гомосексуальность является расстройством, но получили мало внимания.
В 1948 году последовало исследование Альфреда Кинси «Сексуальное поведение мужчин». Этот опрос, также основанный на интервью, произвел сенсацию, поскольку впервые поставил американскую общественность перед фактом, что гомосексуальность и бисексуальность не являются «маргинальными» явлениями, а, скорее, в большей или меньшей степени затронули большинство населения. Работа Кинси внесла значительный вклад в освобождение социального дискурса о сексуальности от религиозных и моральных интерпретаций и в его научность. Институт Кинси, основанный Кинси в 1947 году, позже опубликовал многие другие важные исследования гомосексуальности.
В 1951 году доклад Эдварда Сагарина «Гомосексуалист в Америке» был опубликован под псевдонимом Дональд Вебстер Кори. Книга, написанная с гомосексуальной, сочувствующей точки зрения и нашедшая широкую читательскую аудиторию, представила всесторонний портрет мужской гомосексуальной субкультуры.
В 1957 году Эвелин Хукер опубликовала свое получившее широкое признание исследование «Корректировка явного гомосексуального мужчины», в котором впервые было продемонстрировано, что гомосексуальные мужчины не отличаются от гетеросексуальных мужчин с точки зрения психического здоровья.
В 1965 году вышла книга Джадда Марбла «Сексуальная инверсия: множественные корни гомосексуализма», автор которой утверждал, что отношение к гомосексуальности определяется культурой.
Американская психиатрическая ассоциация (APA) последовала этой точке зрения и 15 декабря 1973 года решила исключить "гомосексуализм" из своего списка психических заболеваний. Однако отдельные известные психиатры, такие как Чарльз Сокарайдес и Ирвинг Бибер, до конца 20 века придерживались своего мнения о том, что гомосексуальность является невротическим расстройством.

### Гей-культура в Нью-Йорке

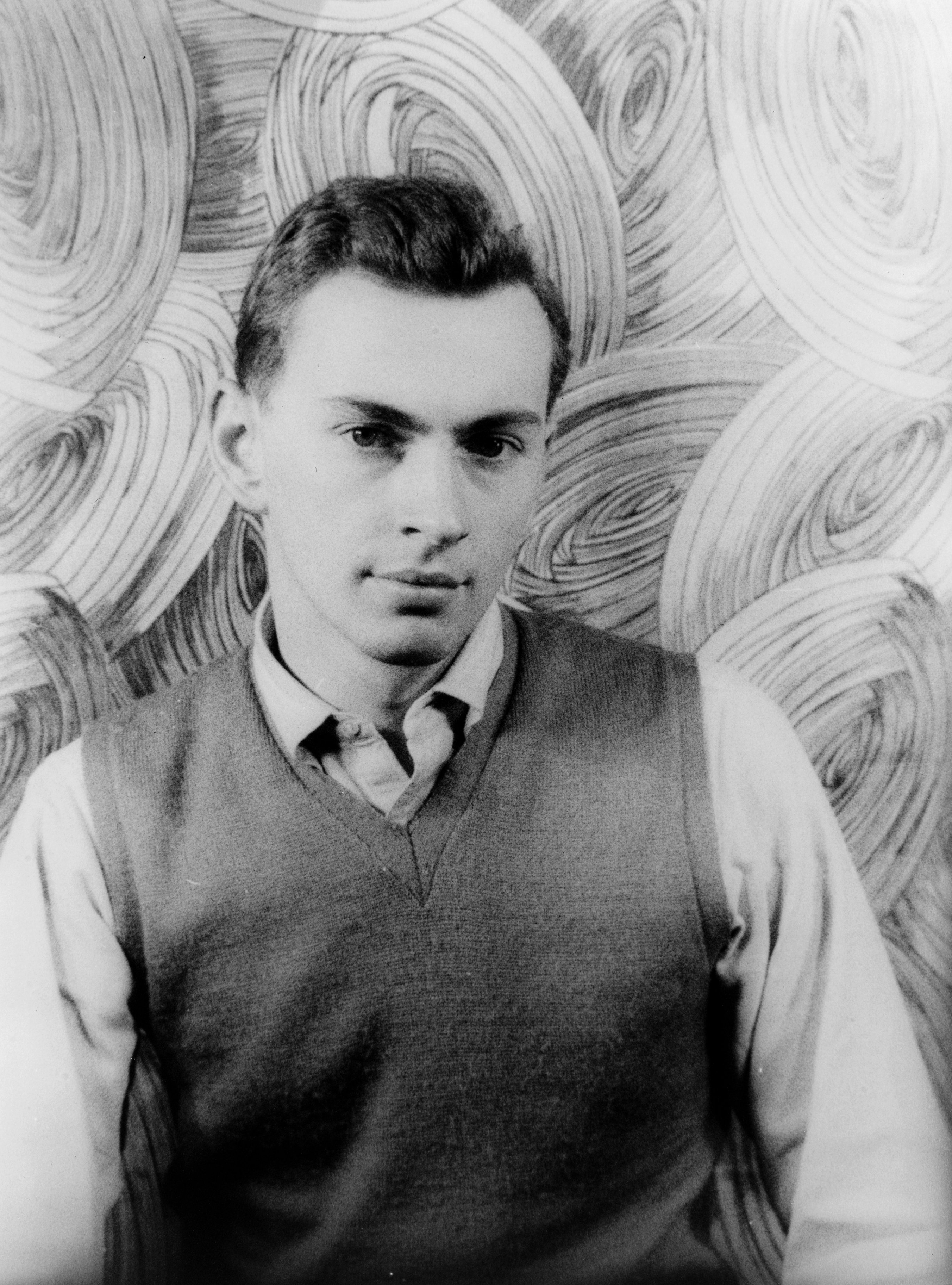
Писатель и эссеист Гор Видал (1925—2012) был одним из немногих нью-йоркских интеллектуалов, которые открыто заявили о своей гомосексуальности еще в 1950-х годах.

Во время Второй мировой войны сотни тысяч военнослужащих, направлявшихся в Европу или возвращавшихся домой, устремились в Нью-Йорк. В 1950-х годах здесь было больше художников и актеров любой сексуальной ориентации, чем в любом другом американском городе. Даже до войны гей-сообщество Нью-Йорка было самым большим в стране, но с 1940 года это сообщество продолжало только расти. Многие гомосексуалы, вернувшиеся с войны, поселились в Нью-Йорке. Появились новые бары с гомоэротическим оттенком, в том числе бар в отеле Савой-Плаза. В 1944 году дрэгболл, ежегодно проводимый в Гарлеме с начала 1930-х годов, достиг своего пика. В 1945 году была создана Ассоциация благотворителей ветеранов (VBA) — организация помощи, предложения которой в первую очередь были адресованы бывшим солдатам, которые были бесчестно уволены из вооруженных сил из-за своей гомосексуальности. После войны культурную жизнь города формировали и поэты поколения битников, среди которых было особенно много гомосексуалов. В Гарлеме с 1950-х годов процветали бани Маунт-Моррис, одна из первых неофициальных гей-бань в Нью-Йорке. Бани были открыты гомосексуалами как места встреч в той же степени, что и они утратили свое первоначальное предназначение, поскольку все больше и больше квартир оснащалось ванными комнатами. К 1960-м годам в городе была процветающая гей-сцена с более чем 40 гей-барами и клубами, а также тремя или четырьмя лесбийскими барами. Бары сыграли даже большую роль в развитии лесбийской субкультуры, чем для гомосексуальных мужчин, поскольку другие места встреч для лесбиянок были недоступны. [29]
Также во время Второй мировой войны в Нью-Йорке возникла гомосексуальная интеллектуальная сцена, в центре которой был меценат Линкольн Керстейн, в салоне которого  часто бывали писатели Уистен Хью Оден, Гленуэй Уэскотт и Монро Уиллер, а также художник Пол Кадмус.
Гомосексуальные нонконформисты также жили в Нью-Йорке, такие как поэты Аллен Гинзберг, Джон Эшбери, Фрэнк О'Хара и Одре Лорд, писатели Гор Видал, Трумэн Капоте, Кристофер Ишервуд, Уистен Хью Оден, Уильям Инге, Артур Лоранс, Эдвард Олби и Теннесси Уильямс, художники Джаспер Джонс, Роберт Раушенберг и Эльсуорт Келли, фотограф Джордж Платт Лайнс, архитектор Филип Джонсон, танцор Рудольф Нуреев и композиторы Леонард Бернстайн, Нед Рорем, Джон Кейдж, Аарон Копленд и Коул Портер. Большинство из этих личностей, конечно, предпочли не допускать разглашения своей сексуальной ориентации.

### Эпоха Маккарти
В эпоху Маккарти в США началась охота на так называемых «подрывников», которые, по словам Джозефа Маккарти и многих других правых, проникли в американское правительство на всех уровнях, чтобы подчинить страну коммунизму. «Подрывники», как и другие «маргинальные группы», вскоре также включали «гомосексуалистов» по всем направлениям. Маккарти и госсекретарь Джон Перифой заявили, что существует «гомосексуальное подполье», поощряющее «коммунистический заговор». Эта теория заговора была основана на распространяющемся в Вашингтоне слухах о том, что Гитлер составил список гомосексуальных иностранных, в том числе американских, политиков с целью шантажа, который попал в руки сталинского Советского Союза в 1945 году. Кампания против геев была спланирована советником Маккарти Роем Коном; Однако ее также поддержал председатель Национального комитета Республиканской партии Гай Гэбриэлсон. В прессе были изобретены лозунги «извращенная опасность» и «лавандовый страх», и с весны 1950 года по всей стране проводились расследования в отношении гомосексуалов, в результате чего большое количество сотрудников-гомосексуалов из госслужбы уволили. В 1954 году ФБР начало внедрятся в гомосексуальные организации и контролировать их.
Одним из широко известных критиков клеветы был журналист Макс Лернер, который в 1950 году написал серию статей о Washington Sex Story для The Washington Post. Запрет на трудоустройство гомосексуалов на государственной службе действовал до 1975 года. В 1953 году президент США Дуайт Д. Эйзенхауэр подписал Указ № 10450, который, среди прочего, предусматривал, что правительство не должно нанимать гомосексуалов в интересах национальной безопасности.
Величайшая антигомосексуальная истерия в истории Америки произошла осенью 1955 года в Бойсе, штат Айдахо, где после якобы нападения на сотни мальчиков полиция допросила почти 15 000 жителей о возможных членах группы предполагаемых преступников-гомосексуалов. Следствие выявило имена сотен людей, подозреваемых в гомосексуальности. В итоге 16 человек были арестованы, 9 из которых были осуждены.

### Гомосексуалы в движении за гражданские права (1955—1968)
Еще в 1951 году американский писатель Эдвард Сагарин писал, что гомосексуалы, также как евреи и чернокожие, были одной из самых важных проблем американского меньшинства того времени. Поскольку гомосексуальность в 1950-х и начале 1960-х был гораздо более табуированным, чем социальное невыгодное положение чернокожих, а гомосексуалы очень редко «выходили» в этот период, борьба за их права была полностью исключена из повестки дня борцов за гражданские права. Такие активисты, как Джек Николс и Франклин Э. Камени, придумавшие лозунг «Гей — это хорошо» в 1968 году, принимали участие в демонстрациях за гражданские права, таких как Марш на Вашингтон, но не появлялись там как представители гомосексуального движения.

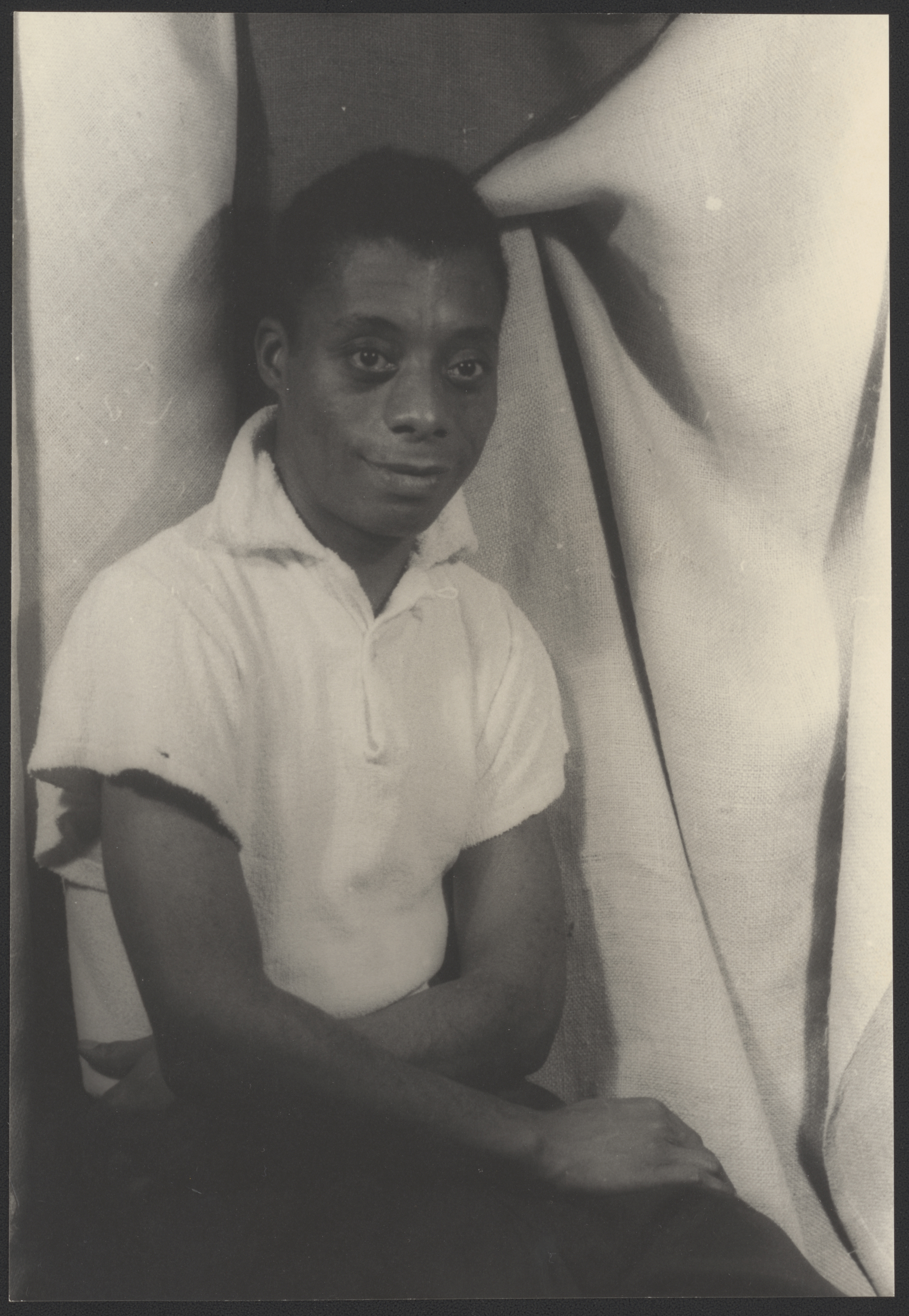
Писатель-бисексуал Джеймс Болдуин был одним из самых известных борцов за гражданские права. Фотография Карла Ван Фехтена, 1955 год.

Одним из самых видных активистов американского движения за гражданские права был открыто бисексуальный писатель Джеймс Болдуин, чьи романы неоднократно исследовали особое давление, оказываемое на черных и бисексуальных людей. Еще одним открыто гомосексуальным активистом за гражданские права был Байард Растин, который в 1960-х годах служил советником Мартина Лютера Кинга-младшего, но позже стал все активнее участвовать в продвижении прав геев. Позже Движение за гражданские права стало образцом для движения за гомосексуальную эмансипацию.

### Организация движения за гражданские права гомосексуалов
Еще в ноябре 1950 года в Лос-Анджелесе Гарри Хэй основал первую гомосексуальную организацию в Соединенных Штатах: Общество Маттачине. Однако это заведение стало официальным только в 1954 году и под управлением другой организации. Основная цель общества, которая вскоре открыла отделения в других американских городах и опубликовала журнал Mattachine Review (1955—1966), заключалась в содействии социальному признанию гомосексуалов. Также в 1950 году в Лос-Анджелесе была основана организация «Рыцари часов», поддерживающая однополые пары с разным цветом кожи.
В 1952 году группа бывших членов Mattachine Society основала ONE, Inc., организацию по защите прав геев, также базирующуюся в Лос-Анджелесе. ONE, Inc. издала очень успешный журнал ONE с 1953 года и основала ONE Institute в 1956 году, учебное заведение, которое с 1957 года начало предлагать мероприятия по истории гомосексуальности. The One Institute, в свою очередь, стал издателем первого в стране академического журнала о гомосексуальности — One Institute Quarterly. ONE, Inc. объединилась с Институтом изучения человеческих ресурсов (ISHR) в 1996 г..
В 1955 году в Сан-Франциско была основана первая организация по защите прав лесбиянок. С организацией Daughters of Bilitis (DOB), которая вскоре сформировала группы в других американских городах и с 1956 года издала журнал The Ladder, должен был быть создан социальный форум, который, в отличие от лесбийских баров, был легальным и защищенным от полицейских рейдов.
В 1961 году Камени и Николс основали Вашингтонское общество маттачинов, которое, в отличие от одноименной нью-йоркской организации, стремилось к политическим изменениям и начало лоббирование, в первую очередь направленное на прекращение исключения гомосексуалов из государственной службы. В 1962 году в Филадельфии было основано Общество Януса, которое издавало хорошо читаемый и печатный журнал Drum. В 1963 году некоторые из крупнейших гей-организаций объединились в Гомофильные организации Восточного побережья (ECHO).
19 сентября 1964 года впервые в истории Америки люди вышли на улицы за права геев; В тот день на Уайтхолл-стрит в Нью-Йорке группа из 10 протестующих протестовала против дискриминации гомосексуалов в армии. Подобные демонстрации впервые прошли в столице Вашингтоне летом 1965 года. Североамериканская конференция гомофильных организаций (NACHO) была основана в 1966/67 году, это первая политическая зонтичная организация гомосексуального движения, насчитывающая более 6000 членов, но снова распущенная в 1970 году. Первым американским колледжем, признавшим ассоциацию студентов-гомосексуалов, был Колумбийский университет Нью-Йорка в 1967 году. В январе 1967 года несколько сотен человек протестовали на Бульваре Сансет в Лос-Анджелесе против предыдущих рейдов полиции в гей-барах; на сегодняшний день это была самая крупная демонстрация геев. В том же году в Гринвич-Виллидж, штат Нью-Йорк, активист Крейг Родуэлл открыл первый в стране книжный магазин для геев с названием «Книжный магазин имени Оскара Уайльда».

### Гей-культура за пределами Нью-Йорка
Гомосексуальные субкультуры существовали во многих американских городах, таких как Чикаго, Лос-Анджелес и Сан-Франциско, с конца XIX века. Сан-Франциско получил особенно большой приток гомосексуалов с тех пор, как в 1950-х годах туда переехали поэты-битники. Гей-активист Хосе Саррия баллотировался туда еще в 1961 году в офис городского совета. Журнал Life объявил город «гей-столицей Америки» в 1964 году. В том же году в Сан-Франциско было основано Общество прав личности (SIR), которое было более политически ориентировано, чем Общество Маттачине, и, таким образом, послужило образцом для многих организаций, основанных позже.
Как показали Бретт Бимин и его соавторы, гомосексуальные субкультуры процветали не только в предположительно прогрессивном и либеральном климате больших городов, но также и в бесчисленных небольших городах.

### Религия и гомосексуальность
В 1950-х и 1960-х годах, когда религия в Соединенных Штатах в целом потеряла свое значение и табу пуританами, в частности, все больше и больше не принимались во внимание, некоторые религиозные общины начали пересматривать свои позиции в отношении гомосексуальности. Епископальная епархия Нью-Йорка поддержала декриминализацию гомосексуальных действий еще в 1964 году. Также в 1964 году преподобный Тед МакИлвенна и другие священнослужители в Сан-Франциско основали Совет по религии и гомосексуалам, который оказал большое влияние, особенно на либеральных гетеросексуалов, с его одобрением сочувствия к гомосексуалам. В 1967 году собрание представителей Епископальной церкви постановило, что гомосексуальность больше не следует осуждать. В 1968 году в Лос-Анджелесе была основана католическая церковь, основанная геями,  которая быстро росла и сегодня является головной организацией всей церковной сети. Другие религиозные общины, такие как Римско-католическая церковь и консервативные протестантские церкви, которые часто называют евангелистами, по сей день придерживаются своего отрицания гомосексуальности.
Основные протестантские церкви, входящие в организацию «Объединение церквей во Христе», все чаще принимают гомосексуальные пары и предоставляют услуги благословения. С епископами Джином Робинсоном, Мэри Дуглас Гласспул и Гаем Эрвином в последние годы в этих церквях произошли первые хиротонии открыто гомосексуальных епископов.
В рамках американского иудаизма реконструкционизм и реформистский иудаизм были течениями, которые первыми открылись для гомосексуалов. Вместе с Бейт Хаим в 1972 году в Лос-Анджелесе впервые была основана еврейская община гомосексуалов, поддерживаемая геями и лесбиянками; год спустя в Нью-Йорке возникла конгрегация Бейт-Симхат Тора. В 1969 году гомосексуалы-католики основали организацию DignityUSA; IntegrityUSA (Епископальная церковь) последовала за ней в 1974 г. и «Подтверждение: геи и лесбиянки-мормоны» (Церковь Иисуса Христа Святых последних дней) в 1977 г..

### Гомосексуальность в СМИ
После того, как в 1963 году Абрахам Розенталь стал редактором New York Times, она стала первой из крупных американских газет, опубликовавших обширные статьи о гомосексуальности. Такие редакционные статьи, как «Рост явного гомосексуализма в городе вызывает широкую озабоченность» (17 декабря 1963 г.) не обязательно были дружественными для гомосексуалов, но положили конец долгому исключению этой темы из публичного дискурса и освещали ее по всей стране. Каминг-ауты чемпиона по теннису Уильяма Тилдена (1947) и советника Линдона Б. Джонсона Уолтера Дженкинса (1964) были одними из самых ярких новостных тем в то время.
Отмена Кодекса Хейса в 1960-х годах также ознаменовала конец прямого влияния, которое католическая церковь оказывала на американскую киноиндустрию до того момента. С конца 1950-х снимались такие голливудские фильмы, как «Внезапно прошлым летом» (1959), «Бесчестье» (1961), «Буря над Вашингтоном» (1962), «Отражение в золотом глазу», «Танец вампиров» (оба — 1967), «Плоть» (1968), «Веселые обманщики», «Асфальт-ковбой» (оба, 1969), в которых гомосексуальность изображалась все более явно.

## 1960—1980

### Стоунволлское восстание

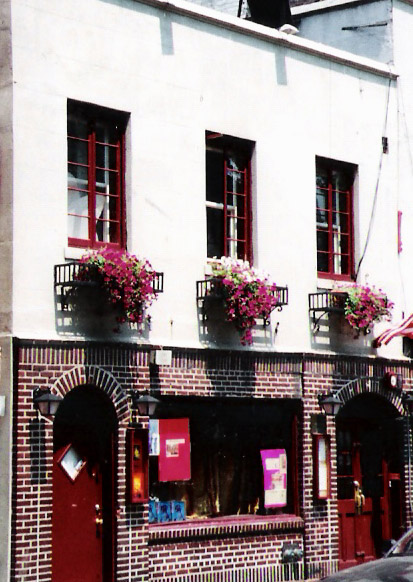
Стоунволл-инн на Кристофер-стрит в Гринвич-Виллидж, Нью-Йорк, 2005 год.

Поскольку Совет по алкоголю Нью-Йорка часто не выдавал барам, которые посещали гомосексуалы, лицензию на продажу алкоголя, но алкоголь все равно подавался в этих барах, полицейские рейды неоднократно проводились в гей-барах Нью-Йорка в 1960-х годах. 28 июня 1969 года такой рейд в гей-бар «Стоунволл-инн» на Кристофер-стрит  (Гринвич-Виллидж, Нью-Йорк) привел к отрытому противостоянию посетителей бара против полицейских. Поскольку ранее гомосексуалы в США никогда не проявляли физического сопротивления, этот инцидент был широко отмечен в гей-сообществе и не только привел к краткосрочной поддержке, но и послужил поводом для возникновения международной кампании гей-прайда. Оглядываясь назад, можно сказать, что многие активисты-гомосексуалы приписывали бунтам в Стоунволл мифическое значение, которое возникло прежде всего из-за необходимости придать борьбе геев за освобождение символический смысл, сравнимый со штурмом Бастилии.
Полицейские рейды не прекратились после восстания в Стоунволле. 8 марта 1970 года полиция арестовала 167 гостей в Snake Pit, другом гей-баре в Гринвич-Виллидж. Инцидент вызвал ажиотаж в основном потому, что один из арестованных, молодой аргентинец, выпрыгнул из окна полицейского участка, опасаясь потерять визу, и получил серьезные травмы.

### Общие тенденции в культуре геев и лесбиянок после восстания в Стоунволле
Стоунволлское восстание частично обязано своей взрывной мощью тем, что оно произошло в такое время, которое уже было очень богатым на социальные и культурные изменения. Это было связано с общим изменением ценностей и либерализацией сексуальности, что также было заметно в сексуальной революции и в движении хиппи.
В большом количестве лесбиянки и геи покинули сельские районы и маленькие городки, в которых они выросли, и переехали в такие города, как Сан-Франциско, Нью-Йорк, Западный Голливуд, Чикаго, Новый Орлеан, Атланта и Хьюстон, которые резко выросли в качестве центров гомосексуальной культуры. Вскоре она распалась на множество более мелких субкультур, у каждой из которых были свои точки пересечения. В то время как гетеросексуальный мир перенимает унисекс-моду и андрогинные модели, миссия геев также была резко «маскулинизирована». В начале 1970-х годов широко распространился социальный тип так называемого клона Кастро-стрит, который носил кожаные ботинки, тесные Levi's 501, кожаную куртку и усы и регулярно тренировал свое тело в спортзале. Сцена с кожей и Levi’s была очень заметна, и это факт, который владельцы гей-баров и клубов учитывали с 1970-х годов, создавая темные комнаты. В последней четверти XX века коммерческие объекты, такие как бары, кинотеатры и бани, все чаще брали на себя функции, которые ранее выполняли места для путешествий, такие как парки и общественные туалеты. В течение 1970-х годов также возникла сцена гей-вечеринок, которые объединялись на профессионально организованных танцевальных мероприятиях. Эти двухдневные выездные вечеринки, в которых часто участвовало более 10 000 человек, достигли своего пика в 1990-х годах.
Термин «гомосексуалист», обремененный историей психиатрии, отвергается гей-активистами с 1970-х годов, как и эвфемизм «гомофил»; Вместо этого термин «гей», который раньше использовался только противниками гомосексуалов, был возвращен и — независимо от ценности — снова включен в обычную лексику.

### Движение лесбиянок и геев со времен Стоунволла
События эпохи Стоунволла стали поворотным моментом в истории гомосексуальности в Соединенных Штатах. Таким образом, они стали отправной точкой для ускоренного создания сетей и самоорганизации субкультуры, которая укрепила позицию гей-сообщества и которая также коренным образом изменила свою политическую программу. В то время как активисты старшего поколения, такие как представители общества Маттачине, в первую очередь боролись за большее признание гомосексуалов, поколения, следующие за Стоунволл, требовали полного общественного признания и интеграции. За радикальной, утопической фазой, которая снова пошла на убыль в начале 1970-х годов, последовало все более политическое и ориентированное на реформы обязательство, сосредоточенное на обеспечении геев и лесбиянок гражданства и прав на участие в общественной жизни.

### Самоорганизация

Радужный флаг — международный символ ЛГБТ

Американские гомосексуалы используют радужный флаг с 1969 года, который был вдохновлен песней Джуди Гарланд над радугой из фильма «Волшебник из страны Оз» и является, с одной стороны, символом гордости лесбиянок и геев, а с другой — разнообразием их образа жизни. Окончательную форму флагу придал в 1978 году художник Гилберт Бейкер, живущий в Сан-Франциско.
Политизация, которую испытало гей-сообщество во время восстания в Стоунволл, шла рука об руку с появлением таких организаций, как радикальный Фронт освобождения геев (GLF), который был сформирован в Нью-Йорке сразу после восстания. В отличие от Общества Маттачине, GLF боролась за всеобъемлющую социальную реструктуризацию. В первую годовщину событий «Стоунволл» GLF организовал крупнейшую гей-демонстрацию, которую страна видела до этого: парад геев и лесбиянок от Гринвич-Виллидж до Центрального парка с несколькими тысячами участников, который также стал первым гей-парадом. Методы политической борьбы с конца 1960-х годов были необычайно разнообразными и находчивыми. Помимо демонстраций (пикетирования), листовок и бойкотов, использовались даже поцелуи. В 1969 году активист GLF Дон Джексон привлек большое внимание средств массовой информации, когда попытался основать гей-колонию в округе Альпин, Калифорния, под названием Stonewall Nation.
В декабре 1969 года был сформирован Альянс гей-активистов (GAA), символом которого стала греческая строчная лямбда. GAA, у которого, в отличие от GLF, была жесткая внутренняя организация, дистанцировалась от готовности использовать насилие и радикальной программы GLF, но также выбрала воинственные средства в своей борьбе за равные права для гомосексуалов: члены GAA проводили это, чтобы привлечь внимание СМИ. Устраивали ажиотаж посредством мирных, но незваных публичных столкновений с политиками и телеведущими, которых они вскоре стали опасаться.
Поскольку многие трансвеститы и транссексуалы видели, что их интересы плохо представлены в Фронте освобождения геев, они основали в 1970 году свою собственную организацию, Street Transvestite Action Revolutionaries (STAR). В 1971 году был основан Фонд правовой защиты и образования Lambda (сокращенно Lambda Legal), некоммерческая организация, которая пыталась передать избранные судебные дела через суды для принятия решений в рамках американской правовой системы, основанной на прецедентах, включая то из них, в котором гомосексуалы выиграют. В 1973 году бывшие члены Альянса гей-активистов основали Национальную рабочую группу для геев (NGTF), которая вскоре была переименована в Национальную рабочую группу для геев и лесбиянок, с целью обеспечения равенства гомосексуалов с помощью парламентской системы. В отличие от многих других организаций, которые проводят кампанию за права меньшинств, эти организации управлялись членами, которые часто имели хорошие доходы, так что значительные суммы денег часто были доступны для их лоббистской работы и избирательной кампании своих кандидатов, что делало их мощной политической силой.
В качестве альтернативы гей-барам, аудитория которых часто вынуждена была платить завышенные цены на напитки, в 1970-х годах во многих крупных городах открылись гей-кафе, которые действовали как некоммерческие компании. Кроме того, многие гомосексуальные организации открывают общественные центры, где проводятся танцевальные и культурные мероприятия.
В октябре 1979 года гей-активисты впервые организовали в Вашингтоне национальный Марш за права лесбиянок и геев, демонстрацию в столице штата, в которой приняли участие более 100 000 человек. В 1980 году была основана Кампания за права человека, которая сегодня насчитывает большое количество участников.

### Гомосексуальность и БДСМ

Флаг кожаной гордости, символ кожаной сцены.

После Второй мировой войны субкультура американских мотоциклистов в таких городах, как Нью-Йорк, Лос-Анджелес и Чикаго превратилась в мужскую гомосексуальную кожаную сцену, от которой можно проследить большую часть сегодняшнего движения БДСМ.
В 1972 году Ларри Таунсенд опубликовал «Справочник Лезермана», в котором обобщил идеи движения любителей кожи, которое позже было названо «Старая гвардия». В 1990-х годах как реакция на старую гвардию, которая характеризовалась строгими правилами поведения и ролей и в значительной степени исключала лесбиянок и гетеросексуалов, возникло так называемое «кожаное движение Новой гвардии», которое позволило расширить диапазон сексуальных форм самовыражения.

### Развитие лесбийской культуры

#### Лесбийский феминизм

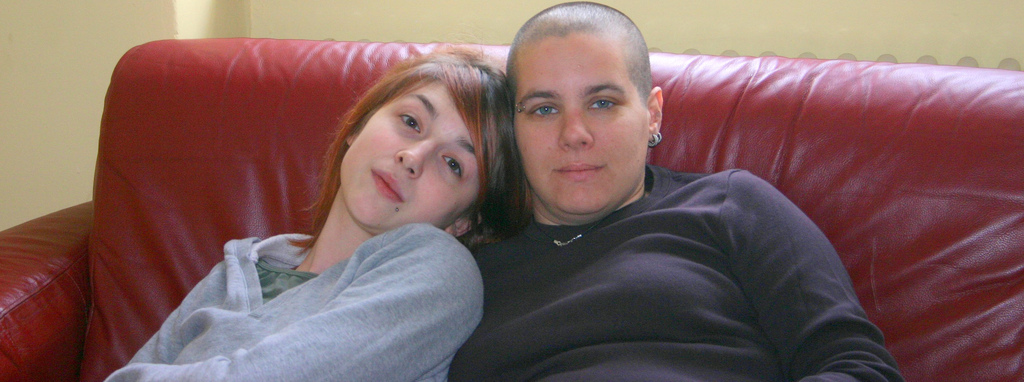
Лесбийская пара

Многие лесбиянки считали, что их интересы недостаточно представлены в смешанных организациях. В апреле 1970 года Рита Мэй Браун и другие женщины покинули Фронт освобождения геев и основали недолговечную группу Radicalesbians, манифест которых женщин, идентифицированных впервые, включал концепцию лесбийского феминизма, оказавшего влияние на женское движение, был сформулирован. В конце лета 1970 года «Женский Фронт освобождения геев» стал еще одним побочным продуктом. Группа женщин также покинула Альянс гей-активистов в 1971 году, организованный как Женский подкомитет, и в 1972 году принял название «Комитет освобождения лесбиянок» (LLC).
Лесбиянки-феминистки столкнулись с двойным угнетением (через сексизм и через гомофобию) и были убеждены, что их интересы диаметрально противоположны интересам мужчин, включая интересы геев. Они определили лесбиянство как политическое кредо и поэтому вступили в ожесточенный конфликт со многими гетеросексуальными феминистками. Тем не менее в начале 1970-х гг. возникла женская и лесбийская культура, которая сознательно отличалась от патриархальных и капиталистических структур и поддерживала инфраструктуру кафе, книжных магазинов, ресторанов, газет, банков, жилых коллективов и концертных мероприятий. Это женское сообщество задумывалось как автономное, часто даже как сепаратистское. Многие лесбиянки предпочитали этот тип женской культуры просто потому, что они были экономически менее сильны, чем в среднем мужчины-гомосексуалы.

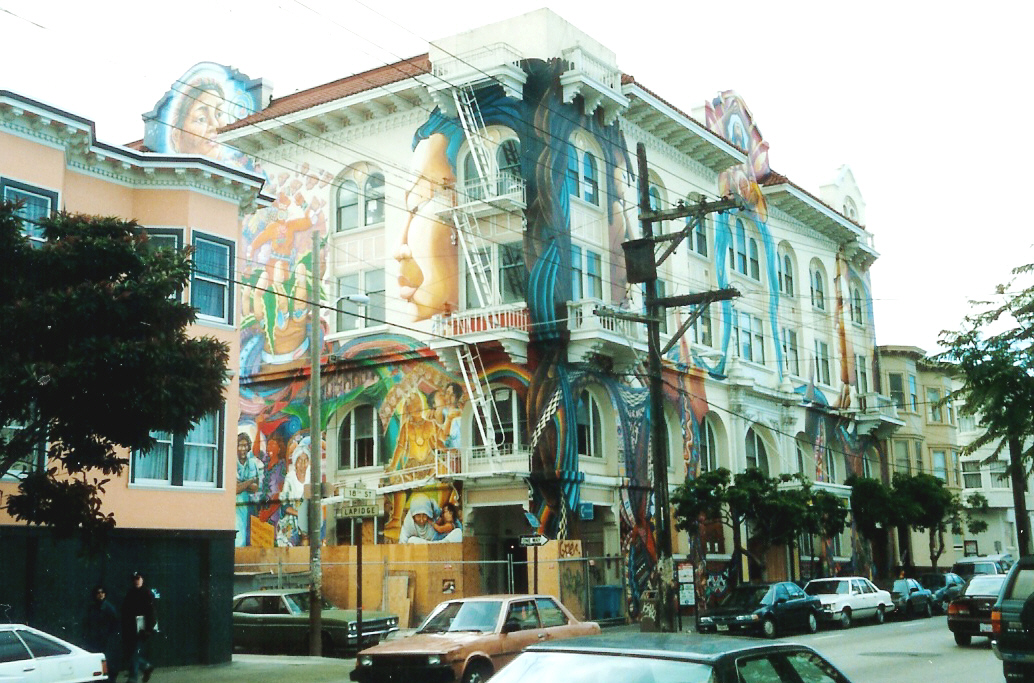
Женский культурный центр «Дом женщин», открывшийся в 1979 году, расположен в районе Лесбийской миссии Сан-Франциско.

В то время как геи предпочитали жить в «освобожденных зонах» крупных американских городов, в 1970-х годах лесбиянки-феминистки в больших количествах перебрались в небольшие университетские городки, такие как Анн-Арбор, Нортгемптон, Итака или Боулдер, или в сельские районы, где были созданы сообщества лесбиянок, живущих и работающих, который часто носил ярко выраженный сепаратистский характер.
Особенностью лесбийско-феминистской культурной жизни, которая едва ли находила аналог в гей-сообществе, были бесчисленные музыкальные мероприятия и фестивали под открытым небом, на которые женщины собирались в 1970-х годах. Впервые организованный в 1976 г. Музыкальный фестиваль женщин в Мичигане, с тех пор проводится ежегодно. Среди авторов-исполнителей, песни которых выражали лесбийское отношение к жизни того времени, были Холли Ни, Мэг Кристиан, Максин Фельдман, Аликс Добкин и Крис Уильямсон.

#### Черные лесбиянки
Лесбиянки с неевропейскими предками не обнаружили, что их особые интересы должным образом представлены ни в одной из ассоциаций, возникших к тому времени, и поэтому основали свои собственные организации. Еще в 1976 году в Нью-Йорке была основана организация Salsa Soul Sisters — организация черных лесбиянок, которая позже получила название «Африканские лесбиянки, объединившиеся за социальные перемены». За этим последовали Азиатский альянс лесбиянок и геев (1979), Lesbianas Unidas (1983) и Объединенные лесбиянки африканского наследия (Uloah) (1989).

#### Лесбиянки и БДСМ

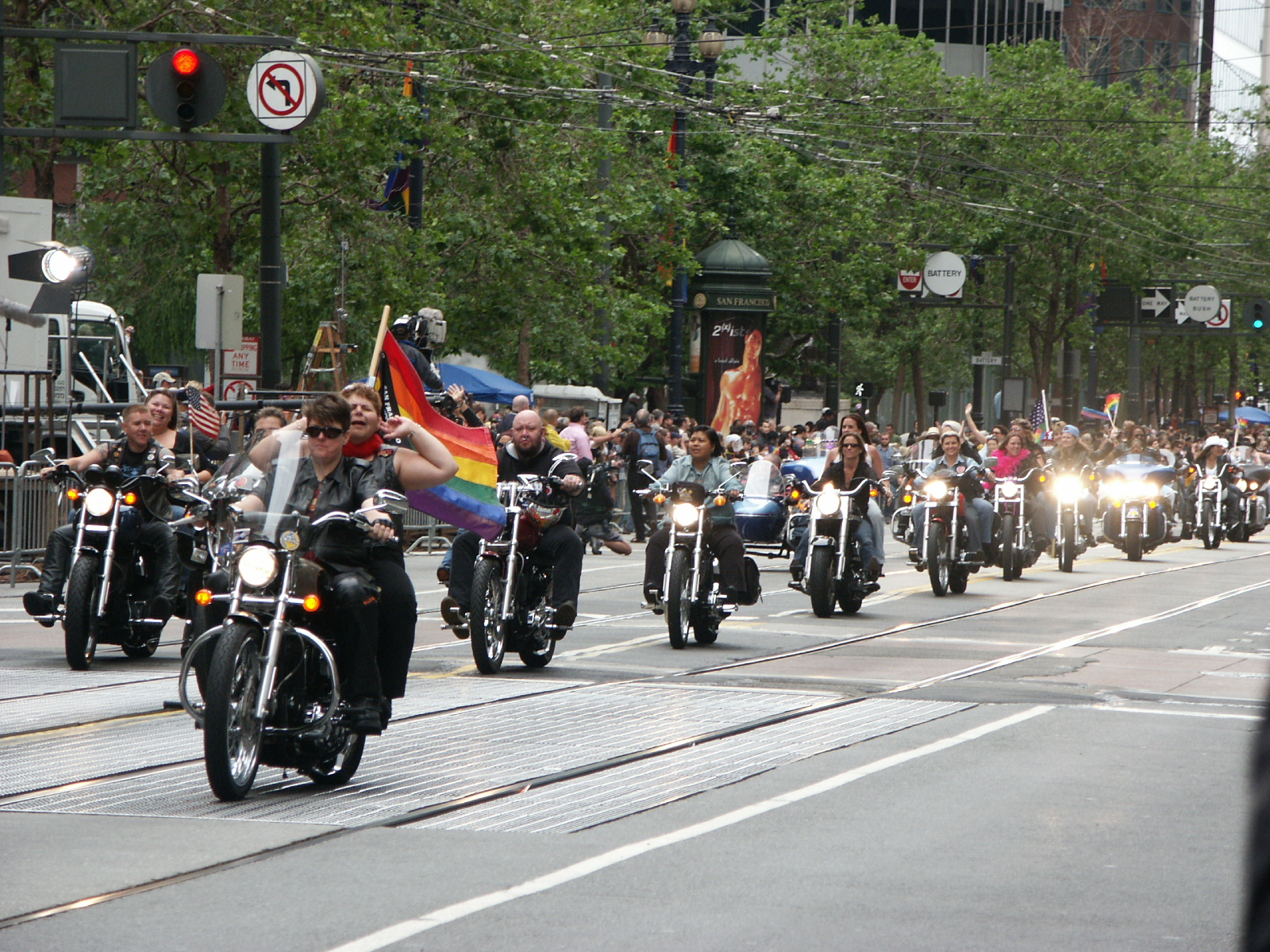
"Дайки на байках" (лесбиянки на мотоциклах) на параде прайдов в Сан-Франциско, 2005.

В июне 1978 года группа Samois, появившаяся под лозунгом «Кожаная угроза», была первой организацией лесбиянок-феминисток, которые проводили политическую кампанию в интересах лесбийских садомазохистов. Ее справочник «Приход к власти», опубликованный в 1981 году, проводил кампанию за принятие БДСМ среди лесбиянок. С самого начала, однако, садомазохисты вступили в ожесточенный спор со многими женщинами из лагеря лесбийского феминизма, который считал БДСМ, а также насильственную порнографию и ролевые позиции во многих лесбийских отношениях, противоречащим идеям феминизма как остатки патриархального правления. Споры о БДСМ и порнографии завершились в так называемых Сексуальных войнах между феминистками, в которых Samois жестоко атакованы анти-порно группами, такими как Женщины против насилия в порнографии и средствах массовой информации (WAVPM) и Женщины против порнографии. В качестве альтернативы модели сексуальности лесбиянок-феминисток Пэт Калифия, Гейл Рубин и другие садомазохисты разработали концепцию секс-позитивного феминизма, которая предполагала, что сексуальная свобода существует только в том случае, если действительно можно выбрать любую сексуальную форму выражения.

#### Движение за каминг-аут
С 1970-х годов многие гей-либералы  представляли лозунг «Из туалета, на улицы!»  и апеллировали, с одной стороны, представление о том, что личное является политическим и должно быть видимым, и, с другой стороны, новые исследования, такие как исследования Мартина С. Вайнберга и Колина Дж. Уильямса (Male Homosexuals, 1974), показали, что гомосексуалы, которые открыто заявляют о своей позиции, лучше себя чувствуют, чем мужчины, которые хранят свою гомосексуальность в секрете. В гомосексуальном сообществе, однако, также возрастало давление, заставляющее признать себя исключительно геем или лесбиянкой; Люди, назвавшие себя бисексуалами, рисковали быть обвиненными в гомофобии. Трансвеститы, транссексуалы и другие лица, не вписывающиеся в картину, также были исключены.
Многие гей-либералы также выступали за «каминг-аут» общественных деятелей, которые сами не хотели публично признавать свою гомосексуальность. Когда другие восприняли эту практику как ненадлежащее вторжение в частную жизнь, в гей-публике возникла ожесточенная полемика. Впервые политико-тактическая акция произошла в 1989 году, когда гей-активисты во время публичного мероприятия выступили против сенатора-республиканца от Орегона Марка Хэтфилда, заявив, что он гей. Позже за ним последовали такие знаменитости, как корреспондент NBC Пит Уильямс, издатель Малкольм Форбс, актер Ричард Чемберлен, поп-певец Честити Боно и конгрессмен Эдвард Шрок.  Каминг-аут движение также поддерживалось журналистскими расследованиями из новых гей-журналов, таких как OutWeek. Чтобы предотвратить возможные волнения, губернатор Нью-Джерси Джеймс МакГриви сам объявил СМИ о своей гомосексуальности в 2004 году.
Многие другие известные личности совершили каминг-аут сами, в том числе бывший начальник отдела здравоохранения Нью-Йорка Ховард Браун (1973), популярный игрок в американский футбол Дэвид Копай (1977), теннисистка Мартина Навратилова (1980), бейсболистка Гленн Берк (1982) и пионер по сбору средств Марвин Либман (1990). День Каминг-аута ежегодно отмечается в США с 1988 года.

### Политика и юриспруденция

#### Поддержка популярных политиков
В начале 1970-х годов движение за гражданские права гомосексуалов впервые нашло поддержку у авторитетных политиков, включая Эдварда И. Коха, Артура Голдберга, Чарльза Гуделла, Ричарда Оттингера, Роберта Абрамса и Беллу Абзуг. За это время политики впервые осознали, что голоса геев — это фактор, который нельзя больше игнорировать в будущем. Однако эти голоса впервые оказались решающими только в 1992 году, когда Билл Клинтон баллотировался в президенты; после своего избрания Клинтон также призвал в свое правительство почти 100 открытых гомосексуалов, включая Роберта Хабенберга и Боба Хатто, инфицированного СПИДом.

#### Отмена законов о содомии
Гомосексуальные сексуальные практики, такие как анальный и оральный секс, традиционно называемые «содомией» на английском юридическом языке, были наказуемы во всех американских штатах до 1962 года и наказывались штрафами и часто длительными сроками заключения. Хотя эти законы были предназначены в первую очередь для гомосексуалов, гетеросексуалы также в основном подчинялись им. Иллинойс был первым американским штатом, отменившим закон о содомии в 1962 году. После появления движения за права геев в 1970-х годах примеру Иллинойса последовало множество других штатов: Коннектикут (1971), Колорадо, Орегон (1972), Делавэр, Гавайи (1973), Массачусетс, Огайо (1974), Нью-Гэмпшир, Нью-Мексико, Северная Дакота (1975), Калифорния, Мэн, Вашингтон, Западная Вирджиния (1976), Индиана, Южная Дакота, Вермонт, Вайоминг (1977), Айова, Небраска (1978) и Нью-Джерси (1979). Почти всегда местный законодательный орган отменял закон о содомии; только в Массачусетсе он был отменен решением Верховного суда США.

#### Обвинение
До отмены законов о содомии для полиции было обычным делом устраивать облавы на гомосексуалов, заставая их в расплох в общественных туалетах и подобных местах, и арестовывать по обвинению в непристойности. Иногда эта унизительная практика затрагивала и известных личностей, таких как математик, а позже лауреат Нобелевской премии Джон Форбс Нэш младший, арестованный в Санта-Монике в 1965 году. Полиция Нью-Йорка прекратила эту практику, которая достигла своего пика в 1950-х годах под давлением Общества Маттачине в 1966 году. В других штатах задержание в общественных туалетах продолжалось до тех пор, пока не были отменены законы о содомии. Вызвали ажиотаж  аресты политика Гейлорда Паркинсона (республиканца) в Сан-Диего (1974 г.), заместителя мэра Лос-Анджелеса Мориса Вайнера в Лос-Анджелесе (1976 г.), генерал-майора Эдвина А. Уокера в Далласе (1976 г.), конгрессмена Джона Хинсона в Вашингтоне, округ Колумбия (1981), и британского поп-певца Джорджа Майкла в Лос-Анджелесе (1998). Конгрессмен Роберт Бауман был арестован в 1980 году за сексуальный контакт с несовершеннолетним мальчиком-хулиганом.

#### Другие дискриминационные законы и практика
Запреты содомии ни в коем случае не были единственными законами, дискриминирующими гомосексуалов в Соединенных Штатах. Бесчисленные федеральные, государственные и местные законы и постановления привели к тому, что гомосексуалы были исключены из определенных профессий и службы в армии, и не смогли получить допуск к безопасности, необходимый для многих видов профессиональной деятельности в Соединенных Штатах. Гомосексуалы были в невыгодном положении с точки зрения трудового и арендного законодательства, а также с точки зрения приобретения страховых полисов; MetLife была первой американской страховой компанией, которая относилась к однополым парам как к супружеским парам в страховании жизни. Однополые пары часто сталкивались с трудностями при попытке похоронить их в общей могиле. Даже поцелуи, объятия и близкие танцы были немыслимы на публике. Во многих американских городах действуют местные постановления, запрещающие публичное переодевание в одежду другого пола. До 1990 года американская иммиграционная служба INS также могла отказывать во въезде гомосексуальным иностранцам в США. Иностранцы, которые хотели переехать к своему американскому партнеру в США, также испытывали трудности.

#### Опека и усыновление
Вплоть до 1970-х годов гомосексуалы, партнер которых нуждался в уходе, обычно не могли получить право заботиться о них. Им также не разрешалось усыновлять детей или воспитывать их в качестве приемных детей; Часто их даже лишали права на опеку и доступ к своим биологическим детям. В июне 1972 года суд Сан-Хосе впервые удовлетворил иск, поданный лесбиянкой, которая требовала опеки над своими тремя детьми. В мае 1974 года в Филадельфии лесбийской паре впервые была предоставлена опека над ребенком, который не был биологически связан ни с одной из женщин.
В 1990-х годах в некоторых штатах (например, Нью-Йорк, 1992) мужчины также получили право впервые усыновить биологических детей своего партнера («усыновление вторым родителем»). Еще в 1990 году Верховный суд Огайо разрешил гею усыновить приемного ребенка-инвалида. В октябре 1997 года суд Нью-Джерси впервые предоставил гей-паре право совместно усыновить ребенка, который не был биологически связан ни с одним из мужчин («совместное усыновление»).

### Гомосексуалы на политической арене

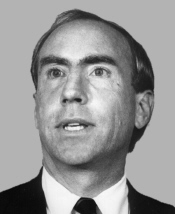
Джерри Стаддс, член Палаты представителей США, был избран в 1983 году и с тех пор переизбирался шесть раз.

Первым политиком в Соединенных Штатах, предавшим огласке свою гомосексуальность, была Нэнси Векслер, которая с 1972 по 1974 год была избранным членом городского совета Анн-Арбора, штат Мичиган. Ее преемница Кэти Козаченко была первой женщиной-политиком, избранной на пост как открытая лесбиянка. Козаченко был членом городского совета Анн-Арбора с 1974 по 1976 год. Оба политика были членами Партии прав человека.
Элейн Нобл вышла на первый срок в Палате представителей Массачусетса, который она начала в 1974 году. Она переизбралась в 1976 году, но попала под давление после того, как певица Анита Брайант начала свою антигомосексуальную кампанию в 1977 году. В том же 1974 году Аллан Спир, член Сената Миннесоты, признался в своей гомосексуальности; В 1976 году он без каких-либо проблем выиграл свое переизбрание.
Одним из самых известных политиков-геев был Харви Милк, который был членом совета Сан-Франциско с 1977 года. Милк и мэр Джордж Москоне были застрелены бывшим членом городского совета Дэном Уайтом в ноябре 1978 года. После того, как Уайт был признан виновным только в непредумышленном убийстве в ходе последующего уголовного разбирательства, в мае 1979 года вспыхнули так называемые беспорядки Белой ночи, жестокое восстание части геев Сан-Франциско.
В 1979 году президент Джимми Картер назначил лесбиянку-политика Джилл Шропп членом Национального консультативного совета по делам женщин. В 1980 году Мелвин Бузер (1945—1987), черный гей-активист из Вашингтона, округ Колумбия, был выдвинут кандидатом на пост вице-президента США на съезде Демократической партии в Нью-Йорке; но он потерпел поражение от кандидата от демократов Уолтера Мондейла. Однако, поскольку республиканец Рональд Рейган стал президентом на последующих выборах, его приспешник Джордж Буш занял пост вице-президента.
Наивысшие политические посты, которые открыто гомосексуальные политики в США могли когда-либо занять или занять даже после того, как они объявляли о своем каминг-ауте, были места в Палате представителей и в Сенате. Джерри Стаддс (демократы) принадлежал к «дому» с 1973 по 1997 год; Барни Франк (демократы) был членом палаты с 1981 по 2013 год, Стив Гандерсон (республиканец) был членом палаты с 1980 по 1996 год, а Джеймс Томас Кольбе (республиканец) был членом палаты с 1985 по 2006 год. В 1960 году писатель-гомосексуал и активист Гор Видал безуспешно подал заявку на получение такого мандата. С 2011 года, вместе с Дэвидом Чичиллином, Марком Поканом, Шоном Патриком Мэлони, Джаредом Полисом и Марком Такано, в Палату представителей были избраны другие депутаты-геи. В 2012 году Тэмми Болдуин стала первым сенатором-геем, который присоединился к Сенату США.

### Гомосексуальность в СМИ

#### Печатная пресса
Хотя в 1970-х годах в национальных американских газетах не было открыто гомосексуальных репортеров, в прессе продолжали появляться статьи на эту тему, которые давали публике богатый материал для обсуждения, в том числе Спорные работы Джозефа Эпштейна «Homo / Hetero Reckoning: The Struggle For Sexual Identity» (Harper’s, сентябрь 1970 г.) и эссе Мерла Миллера «Что значит быть гомосексуалистом» (воскресный журнал New York Times, январь 1971 г.). С этим релизом Миллер также стал первым открытым геем в американской прессе. Джо Николсон из New York Post последовал за ним в конце 1970-х годов. В 1981 году Рэнди Шилтс стал корреспондентом San Francisco Chronicle; Шилтс считается первым открытым геем-журналистом из основной американской газеты, написавшим на гей-темы.
Журнал для геев The Advocate издается в Лос-Анджелесе с 1967 года и в настоящее время является самым непрерывно издающимся ЛГБТ-журналом в Соединенных Штатах. Сразу после восстания Стоунволл начали выходить журналы Gay Sunshine (Сан-Франциско), Fag Rag (Бостон), Gay Insurgent (Филадельфия), Gay Power (Нью-Йорк) и Gay Liberator (Детройт). В 1970-х годах последовали и другие, такие как Gay Community News (GCN) (Бостон), Christopher Street и The Lesbian Feminist (оба в Нью-Йорке), RFD (Либерти, Теннесси), The Amazon Quarterly (Окленд), The Furies (Вашингтон). , DC), Lesbian Tide (Лос-Анджелес), Womanspirit (Wolf Creek) и Lavender Woman (Чикаго). Фронт освобождения геев опубликовал статью под названием «Выходи!» в 1972 г..

#### Телевидение

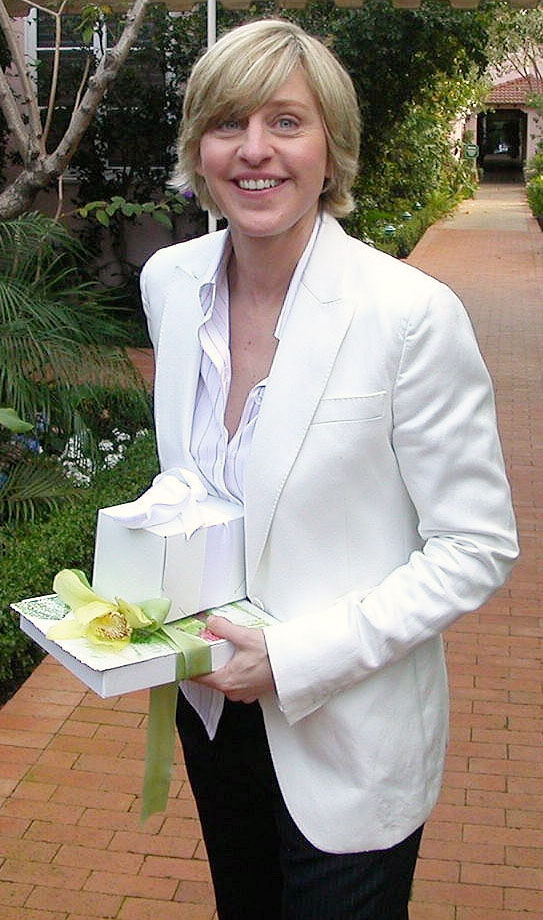
Актриса Эллен ДеДженерес была одной из первых известных лесбиянок на телевидении в Соединенных Штатах.

Гомосексуальность впервые показана на телевидении в конце 1960-х годов, в том числе в документальном фильме CBS «Гомосексуалисты». Фильм, который впервые был показан в 1967 году, собрал 40 миллионов зрителей в прайм-тайм, предоставив больше американцам информации о гомосексуальности, чем любые предыдущие отдельные журналистские или художественные усилия. С того же момента Фил Донахью начал освещать в СМИ гомосексуалов, став первым телеведущим, который неоднократно приглашал их на свое общенациональное ток-шоу (1967—1997). В 1972 году на канале ABC был показан телевизионный фильм «Это определенное лето», в котором впервые в этом жанре гомосексуал был показан в сочувственной манере. В 1973 году PBS транслировал 12-часовой документальный фильм «Американская семья», который показывал повседневную жизнь семьи молодого гомосексуала в основной вечерней программе. В октябре 1976 года Blueboy Forum стал первой в истории американского телевидения регулярной программой для геев, вышедшей в эфир.
1981 год начался с комедийного шоу «Любовь, Сидни» (с Тони Рэндаллом), впервые вымышленного телесериала с главным героем-гомосексуалом. В то же время второстепенные гомосексуальные персонажи также появлялись в первых американских телесериалах, таких как Клан Денвер (1981—1999), Братья и сестры (1984—1999), Доктор Доктор (1989—1991) и Мелроуз Плейс (1992—1999). Летом и осенью 1994 года MTV показывал документальный сериал «Реальный мир: Сан-Франциско». В то же время впервые были сняты телесериалы с откровенно гомосексуальными главными героями, такие как Эллен (1994-1998), Уилл и Грейс (1998-2006), Нормальный, Огайо (2000-2001), Queer as Folk (2000-2005), Женщины любят женщин (2004—2009).

### Борьба против геев
Вхождение лесбиянок и геев в политический дискурс привело к поляризации американского общества в 1970-х годах. Гомосексуальность принимало лишь меньшинство; Согласно опросам общественного мнения, 70% опрошенных отвергли однополые отношения [82].
В 1973 году началась серия актов насилия против гомосексуальных институтов. 27 июля 1973 года была сожжена церковь Метрополитен-Сообщество в Сан-Франциско. 24 июня 1973 года 32 человека погибли в результате поджога гей-бара Upstairs Lounge в Новом Орлеане. В октябре 1974 года в Нью-Йорке сгорела штаб-квартира Альянса гей-активистов. 11 декабря 1977 года паровые бани Кастро в Сан-Франциско были разрушены в результате поджога. Физические и словесные нападения на гомосексуалов, для которых в английском языке стал обычным термином «избиение геев», бесчисленны. В таких нападениях неоднократно убивали гомосексуалов; Убийство Мэтью Шепарда в 1998 году привлекло международное внимание. В 2005 году ФБР сообщило, что 14,2% всех преступлений на почве ненависти были направлены против гомосексуалов.
С начала 1970-х годов также приобрели популярность организации и движения, выступающие против гомосексуальности по разным причинам. В движении экс-геев собралось много людей, в основном близких к евангелистам, которые продолжали рассматривать гомосексуальность как болезнь и полагаться на так называемую репаративную терапию или конверсионную терапию. Учреждения, которые создали это движение, включают религиозное сообщество Любовь в действии (с 1973 г.), межконфессиональную христианскую организацию Exodus International (1976 г.), Анонимные гомосексуалы, основанные на модели анонимных алкоголиков, католическую организацию Courage International (обе 1980 г.) , Международный фонд исцеления Ричарда Коэна (1990), дочерняя организация PFOX (1998), еврейская организация JONAH (1999; 2015) приговорены к высоким компенсационным выплатам жертвам «лечения», предлагаемого организацией за мошеннические и аморальные методы ведения бизнеса, и распущены по решению суда.
В 1977 году популярная певица Анита Брайант начала кампанию по отмене запрета на дискриминацию, принятого в округе Майами-Дейд, штат Флорида. Брайант, которая была убеждена, что гомосексуальность греховна, также организовала поддерживаемую на национальном уровне политическую группу «Спасите наших детей», которая взяла на себя обязательство бороться против предполагаемой «вербовки» детей гомосексуалами и, таким образом, апеллировала к стереотипным страхам, широко распространенным среди гетеросексуалов. Среди сторонников Брайант были губернатор Флориды, римско-католический архиепископ Майами и президент Бнай Брит в Майами-Бич — фундаменталист-баптистский телевизионный проповедник Джерри Фалуэлл, основавший организацию «Моральное большинство» в 1979 году. что должно было «объявить войну» гомосексуальности. Председатель организации «Моральное большинство» в Санта-Кларе, штат Калифорния, Дин Вайкофф, заявил в 1982 году, что он поддерживает восстановление смертной казни для гомосексуалов. Телевизионный проповедник Пэт Робертсон и основатель Американской семейной ассоциации Дональд Уайлдмон проводили аналогичные антигомосексуальные кампании. Оба нашли широких последователей среди христиан-фундаменталистов; около 200 000 из них собрались в Вашингтоне, округ Колумбия, в апреле 1980 г. на демонстрацию под названием «Вашингтон за Иисуса».
В 1990-х антигомосексуальные кампании также поддерживались консервативными политиками. На своем партийном съезде в 1992 году республиканцы определили антигомосексуальную повестку дня, которую они обобщили вместе с другими программными пунктами под названием «Семейные ценности». Патрик Бьюкенен, который баллотировался в президенты от республиканцев в 1992 и 1996 годах, призвал к «культурной войне» против тех, кто защищает гражданские права геев и лесбиянок. Президент Джордж Буш, вице-президент Дэн Куэйл, конгрессмен Ньют Гингрич и другие лидеры республиканцев заняли аналогичные позиции в менее резких тонах. Сенатор США Джесси Хелмс также выступил с антигомосексуальными инициативами.
К противникам гомосексуальной эмансипации всегда относятся и организации движения Белого превосходства, такие как Ку-клукс-клан.

## 1981—2000

### СПИД

Статистика: Развитие СПИДа в США. В 80-е годы в Соединенных Штатах было больше больных СПИДом, чем в любой другой стране мира. Хотя гей-сообщество начало практиковать более безопасный секс еще в 1982/83 году, эпидемия достигла пика только в 1993 году.

В 1981 году у многих геев в Соединенных Штатах было обнаружено заболевание, которое в этих случаях первоначально было диагностировано как саркома Капоши. Центр по контролю за заболеваниями США (CDC) ввел обозначение «гей-рак», а позднее — иммунодефицит, связанный с гомосексуальностью (GRID). Термин СПИД вошел в оборот лишь в 1982 году. Поскольку болезнь была обнаружена среди мужчин-гомосексуалов, до конца 1980-х она считалась гомосексуальной болезнью и подвергалась стигматизации. Для некоторых общественных деятелей — например, актера Рока Хадсона, артиста Либераче, футболиста Джерри Смита и советника Маккарти Роя Кона — открытие болезни привело к непроизвольному каминг-ауту. Некоторые христиане-фундаменталисты, такие как Джерри Фолуэлл, описывали СПИД как Божье наказание для гомосексуалов. Президент США Рональд Рейган, президентский срок которого совпал с общим сдвигом в политике в сторону консерватизма и увеличением влияния евангелистов, не говорил публично о СПИДе до 1987 года.
Гомосексуальная общественность США отреагировала на болезнь глубоким шоком, за которым вскоре последовало движение солидарности. В августе 1981 года в Нью-Йорке была основана благотворительная организация «Кризис здоровья геев» (GMHC). Хотя органы здравоохранения изначально не обеспечивали надлежащего просвещения о путях заражения этой болезнью, гомосексуалы начали коренным образом менять свои сексуальные привычки в 1983 году. Первый информационный буклет о безопасном сексе появился в 1982 году в Сан-Франциско. Поскольку правительство и Конгресс первоначально предоставили мало денег на исследования болезни, медицинский исследователь Матильда Крим основала в 1983 году Медицинский фонд СПИДа, из которого в 1985 году появился Американский фонд исследований СПИДа, который позже получил поддержку таких знаменитостей, как Элизабет Тейлор, Барбра Стрейзанд, Вуди Аллен и Уоррен Битти, а затем и широкую общественную поддержку.
В 1985 году в Нью-Йорке была основана Коалиция людей со СПИДом (PWAC). В 1987 году была сформирована группа активистов «Коалиция против СПИДа для высвобождения силы» («Действуй вверх»), которая, среди прочего, боролась за надлежащее освещение темы СПИДа в средствах массовой информации. Также в 1987 году Фонд проекта NAMES начал организовывать Мемориальный квилт СПИДа в Сан-Франциско, с помощью которого тысячи американцев вспоминали своих близких, умерших от СПИДа, и который был номинирован на Нобелевскую премию мира 1989 года.
Многие места встреч для геев, особенно бани, закрылись из-за кризиса СПИДа. В то же время, однако, возникли разногласия относительно того, нельзя ли сохранить эти места встреч и использовать их для распространения информации о путях заражения ВИЧ и безопасном сексе. В то же время компании, предлагающие секс по телефону, пережили подъем, а с расширением всемирной паутины киберсексуальные форумы также приобретали все большее значение в 1990-е годы.
Начиная с 1996 года, количество людей, умерших от СПИДа в США, резко упало из-за новых лекарств и терапии ВААРТ.

### Политика и юриспруденция
Отмена законов о содомии застопорилась в конце 1970-х годов. Хотя Аляска, Нью-Йорк и Пенсильвания отменили свои законы о гомосексуальности в 1980 году, Висконсин последовал за их примером в 1983 году, во всех местах отмена была основана не на законодательном решении, а на постановлении суда.
В середине 1980-х годов гомосексуальные отношения все еще были преступными в половине штатов, а кризис СПИДа настолько сковал силы гей-активистов, что декриминализация гомосексуальности временно потеряла приоритет и не проводилась до начала 1990-х годов. Первым штатом, отменившим закон о содомии после начала эпидемии СПИДа, был Кентукки в 1992 году. За ней последовали Невада в 1993 г., округ Колумбия в 1995 г., Теннесси в 1996 г., Монтана в 1997 г., Джорджия и Род-Айленд в 1998 г., Мэриленд в 1999 г., Аризона и Миннесота в 2001 г. и Арканзас в 2002 г. В результате решения Верховного суда США (Лоуренс против Техаса) 26 июня 2003 г. законы о содомии остальных штатов также утратили свою юридическую силу, а именно законы были отменены в следующих штатах: Алабама, Флорида, Айдахо, Канзас, Луизиана, Мичиган, Миссисипи, Миссури, Северная Каролина, Оклахома, Южная Каролина, Техас, Юта и Вирджиния. Постановление также означало, что штаты больше не могли устанавливать конкретный возраст согласия на гомосексуальные отношения, который отличался от возраста согласия на гетеросексуальные действия.
Помимо декриминализации гомосексуальных действий, политические организации также боролись против дискриминации в различных других сферах жизни. В 1984 году университетский городок Беркли в Калифорнии стал первым в США сообществом, которое предоставило работникам города геям, состоящим в партнерстве, такие же льготы, что и супружеским парам. В 1986 году в Нью-Йорке было введено в действие постановление, запрещающее работодателям и домовладельцам дискриминировать гомосексуалов. Аналогичные законы применялись на уровне штатов в 1992 году в Калифорнии, Коннектикуте, Гавайях, Массачусетсе, Нью-Джерси, Вермонте и Висконсине.
Поправка 2, принятая в Колорадо в 1992 году, получила широкое внимание. Этот закон предусматривает, что в Колорадо не могут приниматься никакие законы или другие постановления, посредством которых лица могут получить защиту меньшинств, положения о квотах, статус защиты или защиту от дискриминации по признаку сексуальной ориентации. Этот закон аннулировал антидискриминационные правила, подобные тем, которые уже действуют в Аспене, Денвере и Боулдере. ЛГБТ-сообщество отреагировало на поправку бойкотом штата, который не прекращался до тех пор, пока Верховный суд США не отменил этот противоречивый закон в 1996 году.

### Организации
С 1980-х годов начали появляться в США и многие другие ЛГБТ-организации. С 1985 года «Альянс геев и лесбиянок против диффамации (GLAAD)» ведет кампанию против клеветнического изображения гомосексуальности в СМИ. В 1987 году был основан «Международный фонд гендерного образования (IFGE)», который борется за права транссексуалов. В 1990 году некоторые бывшие активисты сформировали «Queer Nation», свободную организацию, которая выступала под лозунгом «Мы здесь. Мы чудаки. Привыкайте к этому» и пытались повысить заметность гомосексуалов в повседневной жизни различными индивидуальными пикетами и выступлениями. У организации «Лесбиянки-мстители» была подобная программа с 1992 года. Для периода с 1990 года характерно появление специальных организаций, которые учитывали интересы групп людей с все более специфической идентичностью. В 21 веке в их число входили организации транссексуалов, такие как «Проект закона Сильвии Ривера», «Центр права трансгендеров» (оба 2002 г.) и «Национальный центр равенства трансгендеров» (2003 г.) [96].

### Гомосексуальная журналистика
Рэнди Шилтс писал о СПИДе в 1980-х (And the Band Played On, Report, 1987). С 1980-х годов появилось множество новых журналов, адресованных читателям-гомосексуалам, таких как Frontiers (1981), лесбийский журнал Curve (1991), Out (1992) и Instinct (1997). С 1990-х годов в большей части гомосексуальной общественности термины «гей» и «лесбиянка» были отодвинуты в пользу непереводимого термина «квир», который шире, чем «гей», а также лесбиянки, бисексуалы, трансгендеры. Транссексуалы, интерсексуалы и люди, отклоняющиеся от гетеронормативности другими способами.

### Военная служба
С 1940-х по 1993 год гомосексуалам было запрещено служить в вооруженных силах страны. Это сделало армию последним крупным работодателем в Соединенных Штатах, который все еще явно дискриминировал гомосексуалов. Такие активисты, как Леонард Мэтлович, уже в 1970-х годах боролись за разрешение вступить в вооруженные силы в качестве открытых гомосексуалов. С 1988 года проект военной свободы Национальной целевой группы геев и лесбиянок также проводил кампанию для достижения этой цели. После того, как Билл Клинтон пообещал во время предыдущей президентской избирательной кампании, что военная служба также будет доступна для гомосексуалов, после длительных переговоров он согласился с военным руководством по директиве «Не спрашивай, не говори» (1993). После этого гомосексуалам разрешили служить в вооруженных силах до тех пор, пока они скрывали свою сексуальную ориентацию. В свою очередь, они были защищены от репрессий и вопросов об их сексуальной ориентации. Многие гей-активисты, выступавшие за свободу быть открытым геем, увидели в этом компромиссе неудачу. В мае 2010 года Палата представителей США одобрила отмену правила «Не спрашивай, не говори». С 20 сентября 2011 г. открытые геи могут служить в армии США.

### Однополое гражданское партнерство и брак
Под впечатлением, что гомосексуальная культура может процветать в долгосрочной перспективе только с моделью стабильного партнерства, гомосексуальные активисты начали в конце 1980-х годов выступать за юридически признанное партнерство (гражданский брак), гражданский союз (зарегистрированное партнерство) и возможность вступать в однополые браки. В 1984 году Беркли стал первым американским городом, разрешившим регистрироваться однополым парам. В федеральной столице Вашингтоне домашние партнерства, в которых однополые пары пользуются такими же правами, что и супружеские пары, стали законными в 1992 году. Позже последовали Калифорния (1999), Мэн (2004), штат Вашингтон (2006) и Орегон (2008). Первым штатом, в котором однополые пары могут вступать в гражданский союз, был Вермонт. За ним последовали штаты Коннектикут (2005 г.), Нью-Джерси (2006 г.) и Нью-Гэмпшир (2008 г.).
Сторонники однополых браков добились своего первого успеха, когда Верховный суд Гавайев в 1993 году в деле Баэр против Левин постановил, что отказ в выдаче разрешения на брак однополой паре представляет собой случай гендерной дискриминации в соответствии с Конституцией Гавайев. Однако в 1996 году президент Билл Клинтон подписал Закон о защите брака, в котором говорилось, что ни федеральное правительство США, ни отдельные штаты не должны признавать однополые браки, заключенные в одном штате или в другом штате. Гавайи также приняли поправку 2 к Конституции в 1998 году, запрещающую однополые браки в этом штате.
Весной 2004 года новоизбранный мэр Сан-Франциско Гэвин Ньюсом привлек международное внимание, когда поручил окружному секретарю выдавать свидетельства о браке заявителям одного и того же пола. С 12 февраля около 4000 однополых пар вступили в брак в Сан-Франциско до 11 марта 2004 года, когда Верховный суд Калифорнии постановил, что эти браки не имеют юридической силы. Первым штатом, в котором однополые браки могут быть законно заключены, был Массачусетс 17 мая 2004 г., а 18 ноября 2003 г. Верховный суд в деле Гудридж против Министерства здравоохранения постановил, что однополые пары не должны лишаться юридических преимуществ, которыми пользуются супружеские гетеросексуальные пары.
В 2013 году однополые супружеские пары получили равный статус в налоговом законодательстве после отмены Верховным судом Закона о защите брака на федеральном уровне. В будущем будет разрешено подавать совместную налоговую декларацию, и будут предоставлены такие же налоговые льготы.

## Положение в обществе
Процент гомофобных американцев заметно снизился после Стоунволлских бунтов. В 1970 году — 70%, в 2007 году — только 50% (по отношению к мужской гомосексуальности) и 48% (по отношению к женской гомосексуальности). Около 38% американцев сегодня положительно относятся к гомосексуалам.  Во многих американских городах и штатах геи и лесбиянки пользуются широкой защитой от дискриминации, по крайней мере, в соответствии с законом. Большое количество компаний предоставляет гомосексуальным сотрудникам, состоящим в стабильных отношениях, те же финансовые льготы, что и супружеские пары. Однополым парам разрешено вступать в брак более чем в половине штатов, а в ряде других штатов действуют законы, которые при определенных условиях предоставляют гомосексуальным парам правовой статус, аналогичный статусу женатых гетеросексуальных пар. В некоторых штатах однополые пары имеют право усыновлять детей или воспитывать детей в качестве приемных родителей. Многие федеральные парламенты в настоящее время предлагают законопроекты, закрепляющие юридическое равенство гомосексуалов с гетеросексуалами.
В июне 2016 года 49 человек погибли в результате нападения в гей-баре во Флориде.

## Научно-исследовательские учреждения и исследовательские проблемы

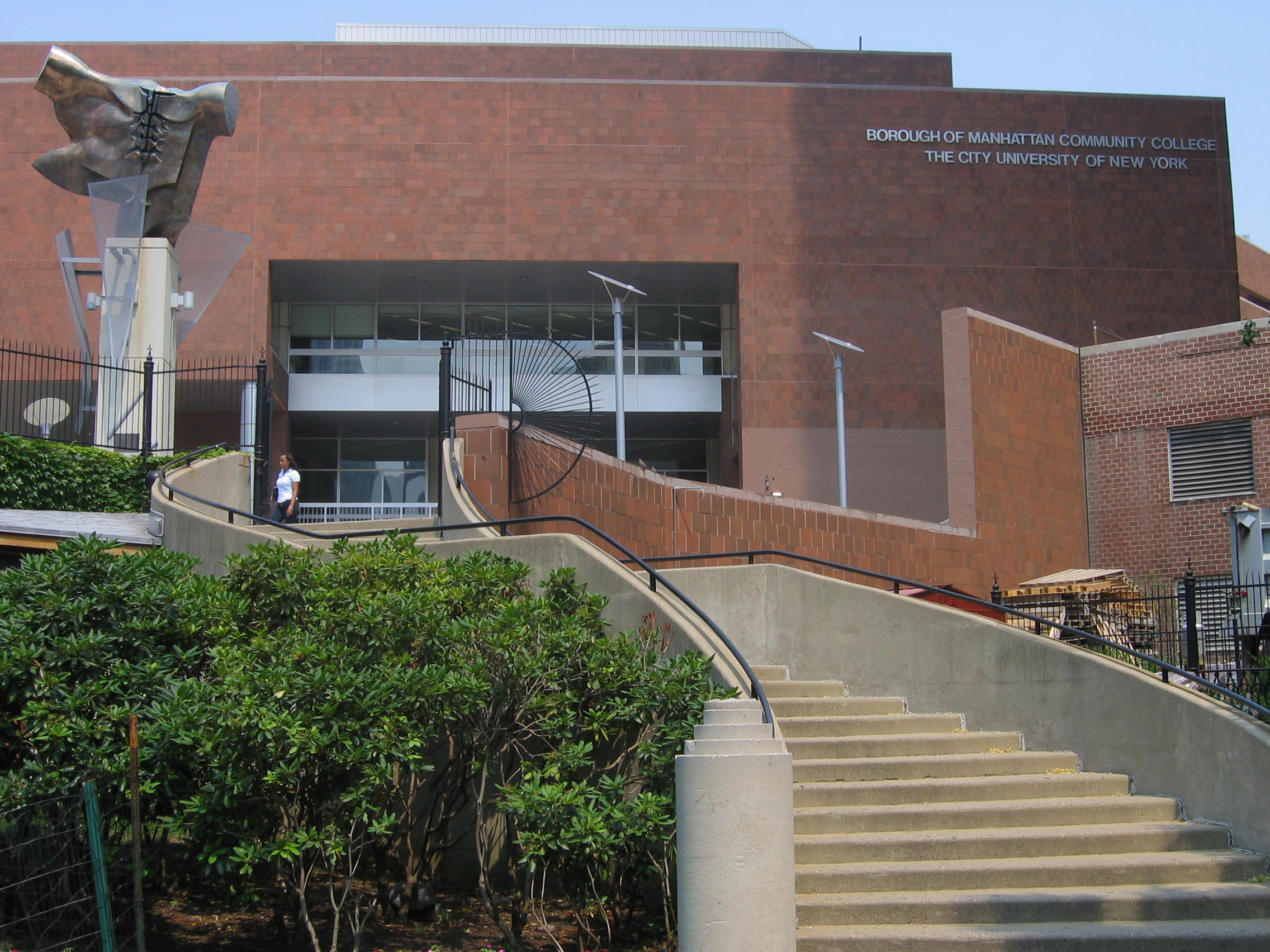
Городской университет Нью-Йорка (CUNY) стал первым американским университетом в 1991 году, открывшим свой собственный факультет «ЛГБТ-исследований»

Крупнейшая исследовательская библиотека по этому вопросу — Нью-Йоркская публичная библиотека. Ресурсный центр бисексуалов в Бостоне, Архив лесбийских историй в Нью-Йорке, библиотека Корнельского университета в Итаке, Нью-Йорк, библиотека Гербера / Харта в Чикаго и Центр геев и лесбиянок Джеймса К. Хормела также имеют значительные коллекции документов, большой архив содержится и в Публичной библиотеке Сан-Франциско, Едином национальном архиве геев и лесбиянок в Лос-Анджелесе и Лесбийском архиве Джун Л. Мэйзер в Западном Голливуде. После того, как в 1972 году американские университеты, такие как Государственный университет Сакраменто, открыли свои первые программы обучения ЛГБТ, Городской университет Нью-Йорка в 1991 году создал Центр исследований геев и лесбиянок (CLAGS) как первый университетский исследовательский институт в стране, специализирующийся на истории, культуре и политике гомосексуальности. В начале 21 века многие другие университеты, в том числе Йельский университет, колледжи Хобарта и Уильяма Смита в Женеве, Нью-Йорке, Мэрилендский университет, Брауновский университет, Иллинойский университет в Чикаго, Калифорнийский университет в Беркли, Государственный университет Сан-Франциско и Городской колледж Сан-Франциско создали курс ЛГБТ-исследований. В Калифорнийском университете в Санта-Барбаре с 2006 года существует Центр Майкла Д. Палма, исследовательский центр, который занимается в основном сексуальными меньшинствами в американской армии.
Историки, которые хотят исследовать историю гомосексуалов в США, — как и в других странах — сталкиваются с конкретной проблемой, заключающейся в том, что многие источники и документы, которые можно было бы использовать для восстановления этой истории, были систематически уничтожены: частично Цензоры и другие современные защитники морали, которые думали, что они здесь борются с непристойностью, отчасти от родственников гомосексуальных авторов, которые пытались защитить свою репутацию после смерти пострадавших. Уничтожение материалов, имеющих отношение к исследованиям, не было явлением викторианской эпохи, но распространилось на 20 век. Например, в случае Хорейшо Элджера (1832—1899), плодовитого автора популярных молодежных романов, только в 1971 году были заново открыты документы, показывающие, что у Элджера было гомоэротическое и педофильное прошлое. В 1978 году библиотека Южной Каролинианы в Колумбии, штат Южная Каролина, попыталась помешать историку Мартину Дуберману опубликовать любовные письма, которые выдающийся южный политик Томас Джефферсон Уизерс (1804—1866) написал одному человеку в 1826 году. Английскому профессору Лилиан Фадерман было отказано в разрешении на включение стихов Эдны Сент-Винсент Миллей в ее антологию 1994 года «Хлоя плюс Оливия», сборник лесбийской поэзии.
Многие авторы-гомосексуалы при написании использовали сложные системы шифрования. Например, Каунти Каллен, ведущий поэт Гарлемского Возрождения, писал о своих сексуальных отношениях только в закодированной форме в своих письмах, которые он всегда подписывал псевдонимом.